# Tchaj-wan
Tchaj-wan nebo Taiwan, (čínsky pchin-jinem Táiwān, znaky zjednodušené 台湾, tradiční 台灣) plným názvem Čínská republika, (čínsky v českém přepisu Čung-chua min-kuo, pchin-jinem Zhōnghuá Mínguó, znaky zjednodušené 中华民国, tradiční 中華民國) je stát ve východní Asii. Hlavní ostrov Tchaj-wan, v minulosti známý také jako Formosa, leží mezi Východočínským a Jihočínským mořem v severozápadní části Tichého oceánu, na severozápad od něj se rozkládá Čína, na severovýchod Japonsko a na jihu Filipíny. Ve východních dvou třetinách ostrova převažují horská pásma, v západní rovinaté třetině je soustředěno vysoce urbanizované obyvatelstvo. Na Tchaj-wanu panuje mořské tropické podnebí. Celý stát se skládá ze 168 ostrovů, na ploše asi 36 000 km2 žije 23,4 milionu obyvatel, je tak jednou z nejhustěji osídlených zemí světa. Hlavním městem je Tchaj-pej, největším sídlem je Nová Tchaj-pej, mezi další velká města patří Tchaj-čung, Kao-siung a Tchao-jüan. Drtivou většinu obyvatel tvoří Chanové, největší menšinou jsou původní etnika. Hlavním jazykem je mandarínština, hlavní jazyk používaný v obchodě a ve školství, mluví jím naprostá většina obyvatel. Asi 35 % obyvatel se hlásí k buddhismu a 33 % k taoismu.
Tchaj-wan je osídlen již nejméně 25 000 let. Předkové původních obyvatel Tchaj-wanu osídlili ostrov přibližně před 6 000 lety. V 17. století začalo rozsáhlé přistěhovalectví Chanů za nizozemské koloniální nadvlády a pokračovalo za vlády království Tung-ning, prvního převážně chanského státu v dějinách Tchaj-wanu. V roce 1683 byl ostrov anektován říší Čching a v roce 1895 postoupen Japonskému císařství. Po kapitulaci Japonska ve druhé světové válce se vlády ujala Čínská republika, vedená nacionalistickým Kuomintangem. Ve snaze udržet vládu nad ostrovem v probíhající čínské občanské válce propukl – po incidentu 28. února 1947 – takzvaný bílý teror. Po ztrátě kontinentální Číny ve prospěch komunistů v občanské válce se nacionalisté v roce 1949 přesunuli na Tchaj-wan.
Od počátku 60. let 20. století došlo na Tchaj-wanu k rychlému hospodářskému růstu a industrializaci známému jako „tchajwanský zázrak“. Na přelomu 80. a 90. let 20. století přešla země z vlády jedné strany ve válečném stavu na demokracii s více stranami a od roku 1996 s demokraticky volenými prezidenty. Tchajwanská ekonomika orientovaná na vývoz je 21. největší na světě podle nominálního HDP a 20. největší podle parity kupní síly, se zaměřením na výrobu oceli, strojů, elektroniky a chemikálií. Tchaj-wan patří mezi vyspělé země, je vysoce hodnocen z hlediska občanských svobod, zdravotní péče a lidského rozvoje.
Tchaj-wan je unitární poloprezidentskou republikou, hlavou státu je prezident, zákonodárným orgánem je jednokomorový parlament. Je to rozvinutá země s vyspělou ekonomikou, je považován za jednoho ze čtyř „asijských tygrů“ a je 21. největší ekonomikou světa[12] a 20. největší podle parity kupní síly, v indexu lidského rozvoje se umístil na 19. místě. Jeho technologický průmysl hraje klíčovou roli v globální ekonomice. Země je klasifikována jako vyspělá, mimo jiné z hlediska svobody tisku, zdravotnictví, veřejného školství a lidského rozvoje. Politický status Tchaj-wanu je sporný:  Přestože je Tchaj-wan  zakládajícím členem Organizace spojených národů, přestal zastupovat Čínskou lidovou republiku (ČLR) jako člen této organizace poté, co členové v roce 1971 odhlasovali, že místo ní uznají ČLR. Tchaj-wan se považuje za jediného legitimního představitele Číny a jejího území; od roku 1991 však už nepovažuje vládu Komunistické strany Číny v Pekingu za vzbouřeneckou skupinu, ale za politickou skupinu fakticky ovládající pevninskou část Číny. Na Tchaj-wan si činí nárok ČLR, která odmítá navázat diplomatické styky se zeměmi, které ho uznávají. Tchaj-wan udržuje oficiální diplomatické styky s 11 ze 193 členských států OSN a se Svatým stolcem, mnoho dalších udržuje neoficiální diplomatické styky prostřednictvím zastupitelských úřadů a institucí, které fungují de facto jako velvyslanectví a konzuláty. Mezinárodní organizace, kterých se účastní ČLR, buď odmítají Tchaj-wanu udělit členství, nebo mu umožňují účast na nestátní bázi.

## Název
Tchajpejská hospodářská a kulturní kancelář v Česku používá český přepis čínštiny Tchaj-wan. Česko Tchaj-wan jako samostatný stát oficiálně neuznává, proto má jejich zastoupení v Praze uvedený status hospodářské a kulturní kanceláře. Ministerstvo zahraničních věcí České republiky používá jako oficiální označení také Tchaj-wan.
Mezinárodní olympijský výbor používá k označení země anglický název Chinese Taipei (čínsky 中華台北/Čung-chua Tchaj-pej, česky Čínská Tchaj-pej). Tento název Tchaj-wan používá pro činnost v různých mezinárodních organizacích a aktivitách, sportovních i jiných, protože se na něm dokážou shodnout obě strany (Čínská lidová republika i Tchaj-wan). Čínský výraz 中華/Čung-chua totiž není svázán s konkrétní zemí nebo vládou, ale spíš kulturou.
Dále je některými mezinárodními organizacemi (např. ISO) používán termín Taiwan, Province of China (čínská provincie Tchaj-wan). Název je nejednoznačný, jelikož ČLR i Tchaj-wan de iure obsahují provincii jménem Tchaj-wan. Tato provincie v obou systémech samosprávy ovšem neobsahuje některé ostrovy, které ovládá Tchaj-wan.
Dodatky Ústavy Čínské republiky z roku 1991 definují „Svobodné území Čínské republiky“, tj. území, které Čínská republika ovládá. Třebaže dle svých zákonů Čínská republika obsahuje všechny čínské provincie a počítá všechny občany tohoto území za své občany, občanskými právy disponují pouze občané s bydlištěm na „Svobodném území“.

## Dějiny

### Rané dějiny a příchod Číňanů

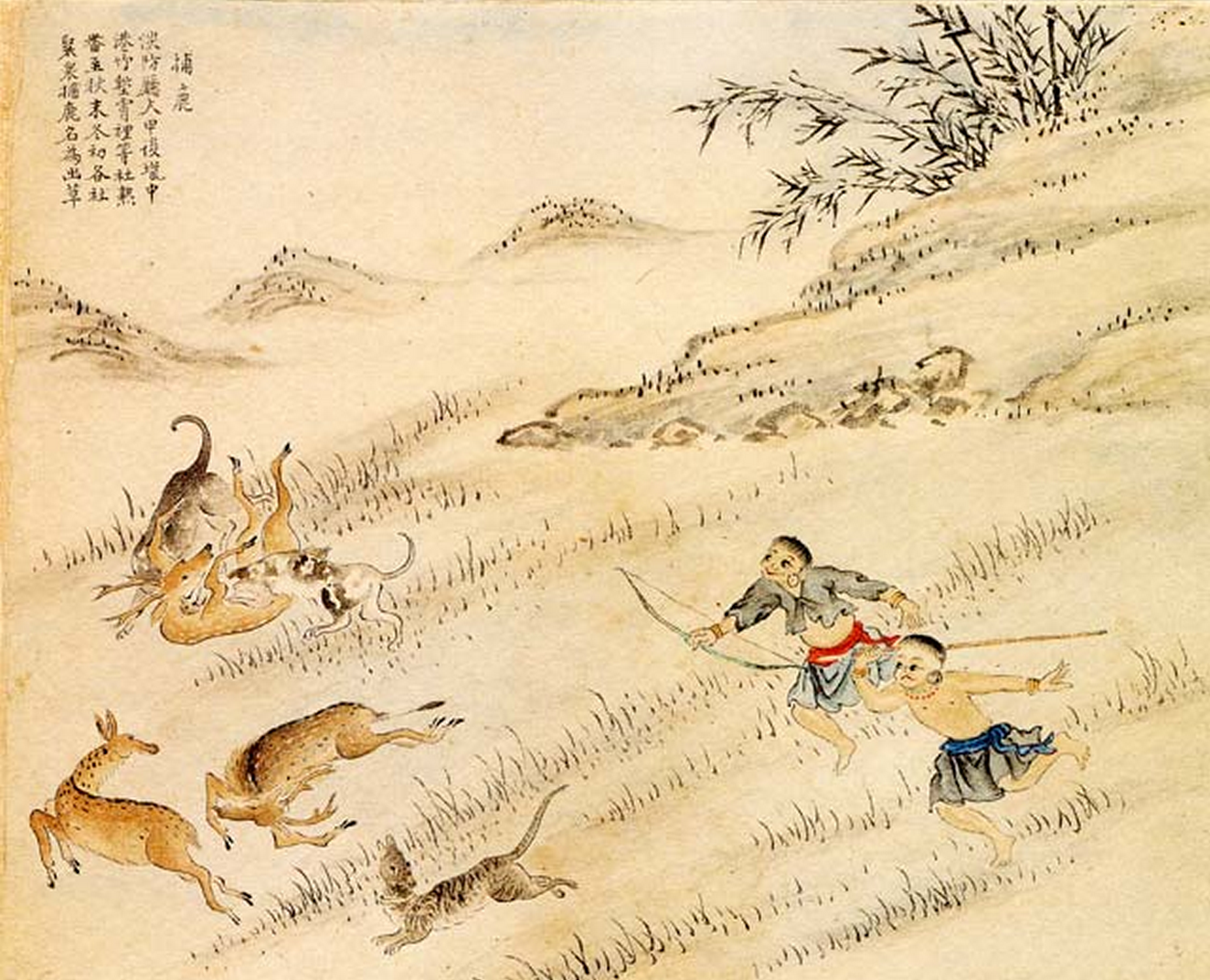
Domorodci mluvící austronéskými jazyky byli původními obyvateli ostrova

Tchaj-wan byl spojen s asijskou pevninou suchozemským mostem, než se asi před 10 000 lety zvedla hladina moře a stal se ostrovem. Osídlen lidmi byl již předtím, byly nalezeny lidské pozůstatky z doby před 20 000 až 30 000 lety. Kultury se rozvíjely od paleolitu. Asi před 6000 lety byl Tchaj-wan osídlen zemědělci, kteří se s největší pravděpodobností přeplavili z území dnešní jihovýchodní Číny. To byli předkové dnešních domorodých kmenů Tchaj-wanu. Hovořili austronéskými jazyky, nicméně pestrost těchto jazyků na malém území Tchaj-wanu je nápadná a některé historiky přivedla k názoru, že Tchaj-wan byl vlastně pravlastí Austronésanů, kteří odtud postupně po moři osídlili rozsáhlé území od Madagaskaru přes Nový Zéland a Havaj až po Velikonoční ostrov. Tito obyvatelé neměli příliš tendenci zakládat centralizovaný stát, ale v polovině 17. století podobný stát přece jen založili, nazýval se království Middag.
První zmínky o Tchaj-wanu v čínských pramenech pocházejí z 3. až 7. století. Ve 12. století byly čínskými usedlíky založeny první rolnické osady, hlavně na Peskadorských ostrovech. Na počátku 17. století došlo k první výraznější migraci Číňanů na Tchaj-wan. Tu iniciovali Nizozemci, kteří v Číně, zvláště v okolí Fu-ťienu, sháněli kolonisty, kteří by obdělávali půdu pod nizozemskou nadvládou. V 60. letech 17. století žilo na ostrově již asi 30 000 až 50 000 Číňanů.

### Evropané a království Tung-ning

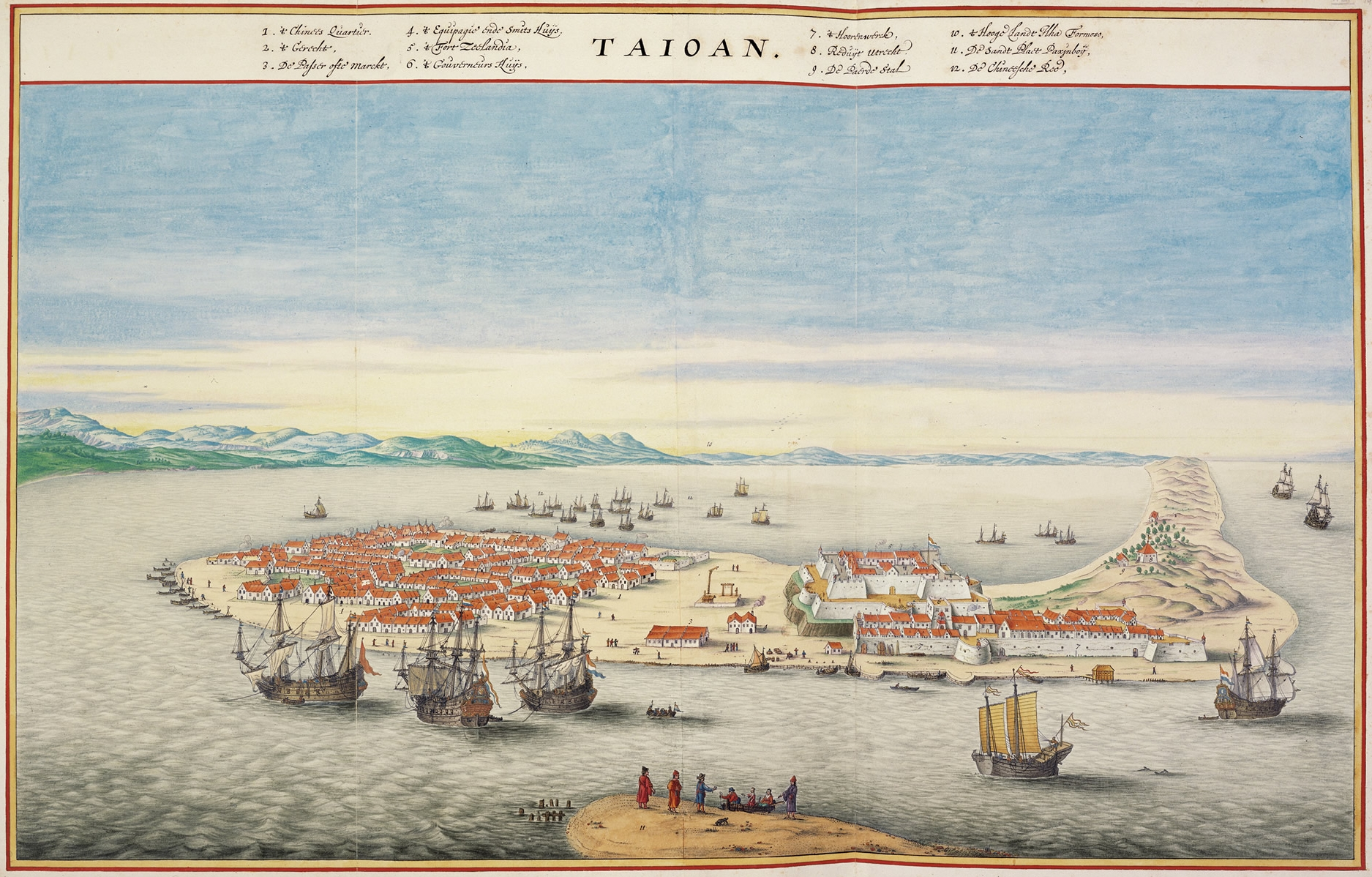
Nizozemská pevnost Zeelandia v 17. století. Dnes je oblast součástí města Tchaj-nan.

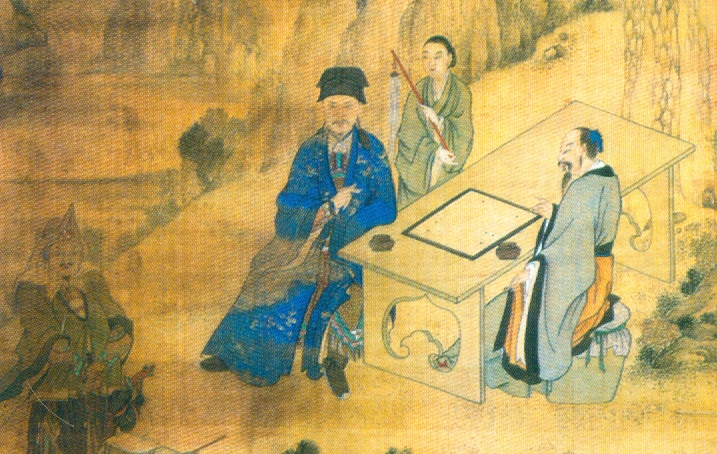
Král Čeng Čcheng-kung

Evropané ostrov objevili v 16. století. V roce 1544 nejprve Portugalci, kteří ho nazvali Ilha Formosa (Krásný ostrov). V roce 1626 obsadilo severní Tchaj-wan Španělské impérium, které zde chtělo mít svou obchodní základnu. Vybudovalo nejprve osadu v Keelungu a v roce 1628 pak pevnost San Domingo v Tamsui. Tato kolonie existovala šestnáct let, až do roku 1642, kdy poslední španělská pevnost podlehla nizozemským silám. Nizozemci pak v letech 1642 až 1661 obsadili značnou část Tchaj-wanu.
Po pádu dynastie Ming v Pekingu v roce 1644 slíbil generál Čeng Čcheng-kung (také zvaný Koxinga) věrnost Mingům a bojovat proti nové dynastii Čching. Zaútočil na pozice Čchingů podél celého jihovýchodního pobřeží Číny, ale neuspěl. V roce 1661, pod rostoucím tlakem čchingských vojsk, našel útočiště na Tchaj-wanu.
V roce 1662 pak Čeng dobyl nizozemské osady. Nizozemci se spojili s Čchingy a drželi se u Keelungu až do roku 1668, kdy odpor domorodců a neschopnost vytlačit Čengova vojska ze zbytku ostrova přiměly nizozemské koloniální úřady, aby opustily i tuto poslední pevnost a úplně se z Tchaj-wanu stáhly.
Čeng založil na ostrově Království Tung-ning, rozkládající se nad jihozápadní částí ostrova. Jeho vztah k mingské dynastii je nejasný, podle některých interpretací zůstal Čeng Mingům věrný a mínil založit království pro ně, podle jiných usiloval o zcela nezávislý stát. Jisté je, že faktickým vládcem byl Čeng a že předal vládu svým potomkům – králem byl jeho syn Čeng Ťing i vnuk Čeng Kche-šuang. Předpokládá se, že v době vládnutí rodiny Čeng počet obyvatel dosáhl přibližně 120 000. Nedlouhé vládnutí dynastie Čengů na Tchaj-wanu ukončila v roce 1683 čchingská výprava admirála Š' Langa a západní Tchaj-wan se tak postupně dostal pod nadvládu Mandžuů.

### Pod vládou Čchingů

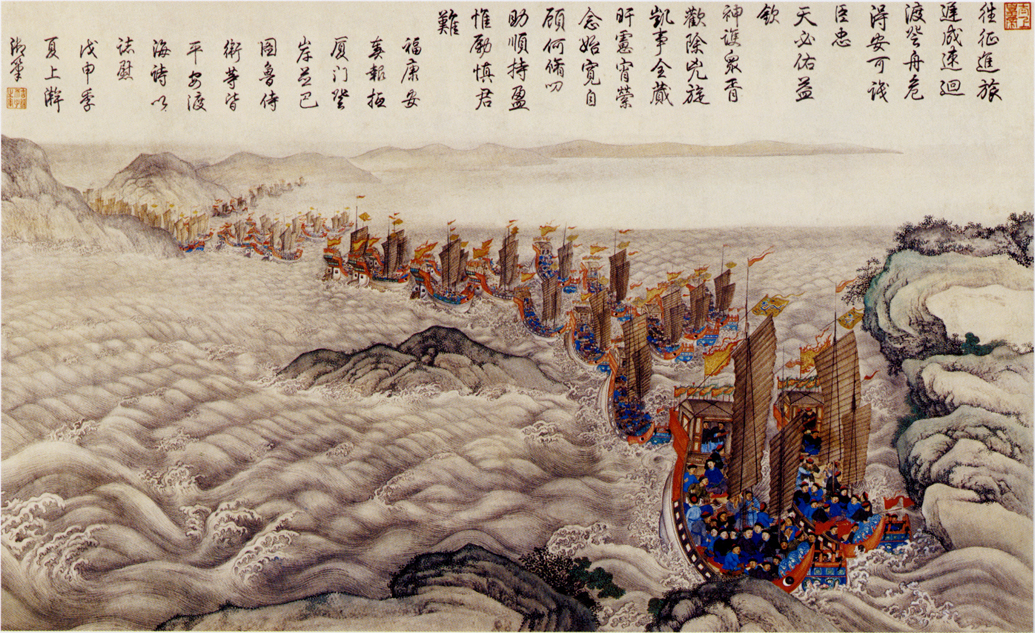
Lin Šuang-wenovo povstání

Čchingskou éru na Tchaj-wanu lze rozdělit na období pasivní vlády (1663[rozpor]–1874), dobu, kdy pod hrozbou japonského rozmachu byl ostrov aktivně rozvíjen (1874–1895), a nakonec dobu, kdy se na necelých deset let (1885–1895) stal samostatnou, dvacátou, provincií Čchingské říše, s Tchaj-pejí jako hlavním městem.
Zpočátku byla politika čchingského dvora zaměřena na zabránění tomu, aby se ostrov stal pirátským doupětem či základnou jakékoliv protivládní moci. Avšak i přes pasivní politiku a zákaz imigrace na Tchaj-wan přicházeli osadníci, převážně z oblastí Fu-ťien a Kuang-tung, kteří postupně začali utvářet společnost a rozvíjet převážně zemědělské hospodářství. Ke konci čchingského období bylo přibližně 45 % území Tchaj-wanu (západ a sever) ovládáno říší Čching. Zbytek (východ, jih a pohoří) byl volně obydlen původním obyvatelstvem.
Čchingové neměli situaci na ostrově vůbec jednoduchou, čelili nesčetnému množství povstání. Z té doby pochází ironické rčení „každé tři roky povstání, každých pět let rebelie“, které dobře ilustrovalo odbojnost místního obyvatelstva. K největším povstáním patřilo to z let 1787–1788, tzv. Lin Šuang-wenovo povstání.
Od 70. let 19. století bylo zřejmé, že o ostrov má eminentní zájem japonské impérium, první vojenské střety s Japonci proběhly v roce 1874. V letech 1894 až 1895 došlo k čínsko-japonské válce, po níž byl Tchaj-wan na základě Šimonosecké mírové smlouvy Japonskému císařství postoupen.

### Japonská kolonizace

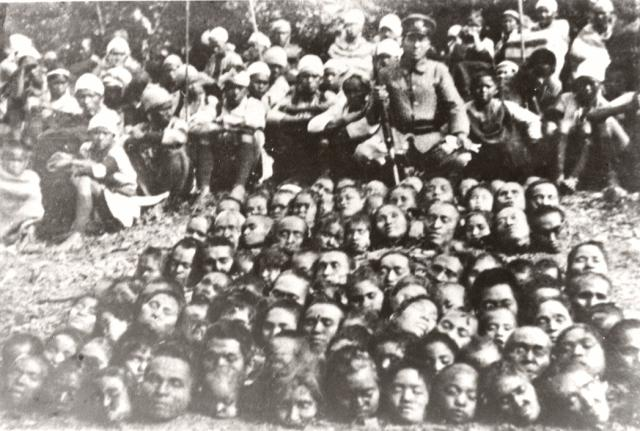
Japonští vojáci s uřezanými hlavami povstalců roku 1930

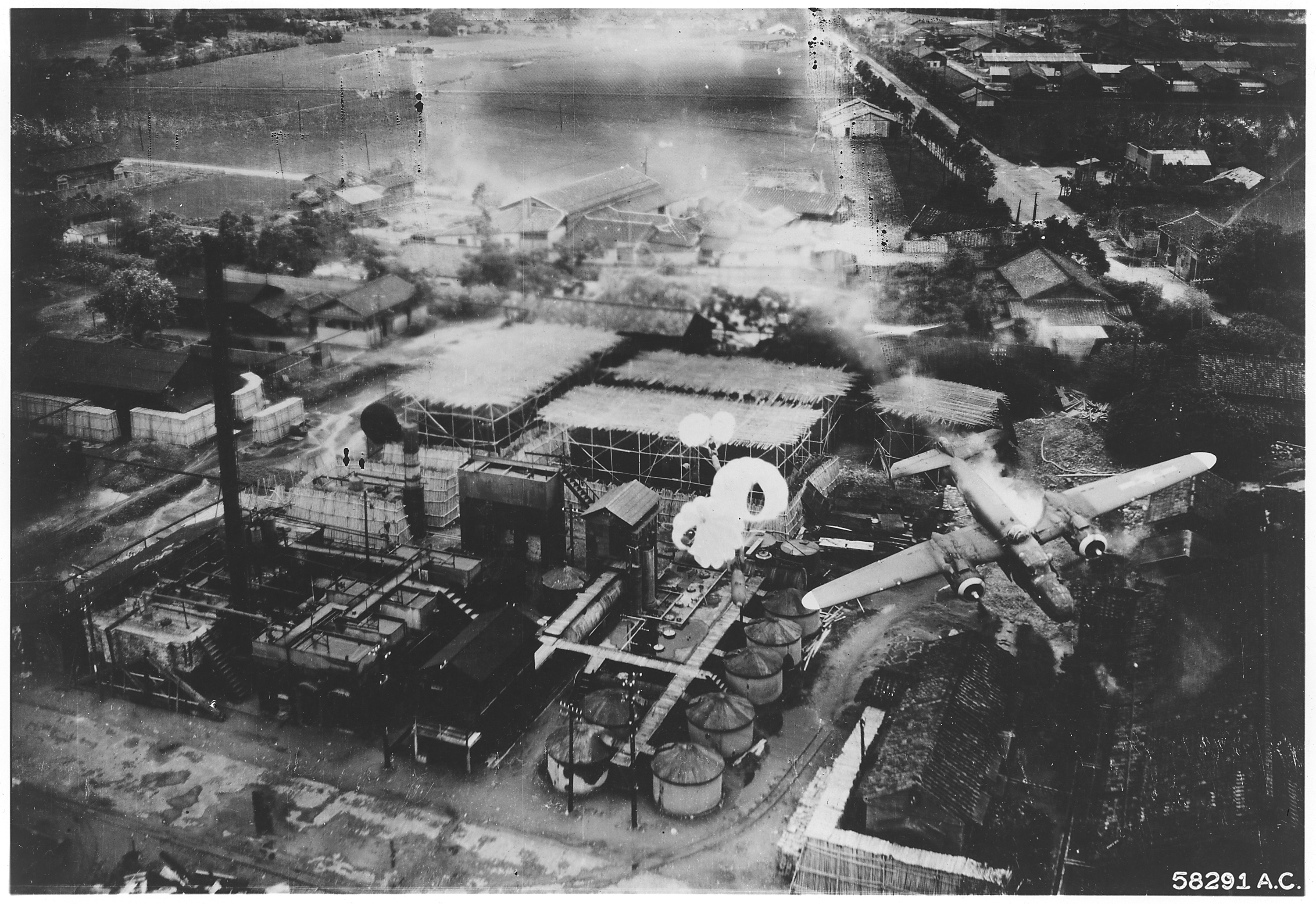
Spojenecké bombardování rafinerie na Tchaj-wanu roku 1945

Pro obyvatele Tchaj-wanu, kteří si přáli zůstat poddanými Čchingů, bylo vyhlášeno dvouleté moratorium, během nějž mohli prodat svůj majetek a přestěhovat se do pevninské Číny. Velmi málo z nich to ale vidělo jako proveditelné. 25. května 1895 skupina vysokých úředníků vyhlásila Republiku Formosa, aby odvrátila blížící se japonskou nadvládu. Japonské síly vstoupily na ostrov a 21. října 1895 odpor zlomily. Partyzánské boje pokračovaly až do roku 1902 a nakonec si vyžádaly životy 14 000 Tchajwanců, což představovalo 0,5 procenta populace. Potlačeno bylo i několik dalších povstání proti Japoncům (1907, 1915, 1930).
Až do počátku 20. století byl běžnou součástí života některých domorodých etnik lov lebek, který byl společně s tetováním zakázán japonskými koloniálními úřady. Lidské a přírodní zdroje Tchaj-wanu byly použity k podpoře rozvoje Japonska. Vzrostla především produkce cukrové třtiny, kterou ale mohlo kupovat jen několik japonských cukrovarů. V roce 1939 byl díky tomu Tchaj-wan sedmým největším producentem cukru na světě.
Hanové a domorodci byli klasifikováni jako občané druhé a třetí kategorie. Mnoho vládních i obchodních pozic jim bylo zapovězeno, takže o desetiletí později, když Japonci ostrov opustili, zůstalo jen málo domorodců schopných převzít vedoucí a manažerské pozice. Kolem roku 1935 Japonci zahájili japanizační asimilační projekt (hnutí kominka), tchajwanská kultura a náboženství byly zakázány a občané byli vyzýváni k přijetí japonských jmen. Přicházelo také stále více japonských osadníků, v roce 1938 jich bylo již 300 000.
Za druhé světové války Japonci ostrov použili jako námořní a leteckou základnu. Zahájili odtud například útok na Filipíny. Některé oblasti ostrova se staly terčem těžkého spojeneckého bombardování, které zničilo mnoho továren, přehrad a velkou část infrastruktury vybudované Japonci. V říjnu 1944 se na Tchaj-wanu odehrála letecká bitva mezi americkými letadlovými loděmi a japonskými silami. Během války sloužily v japonské armádě desetitisíce Tchajwanců. Kromě toho bylo více než 2 000 tchajwanských žen přinuceno k sexuálnímu otroctví. Po japonské kapitulaci roku 1945 byla většina z přibližně 300 000 japonských obyvatel Tchaj-wanu vyhnána a poslána do Japonska.

### Čínská republika

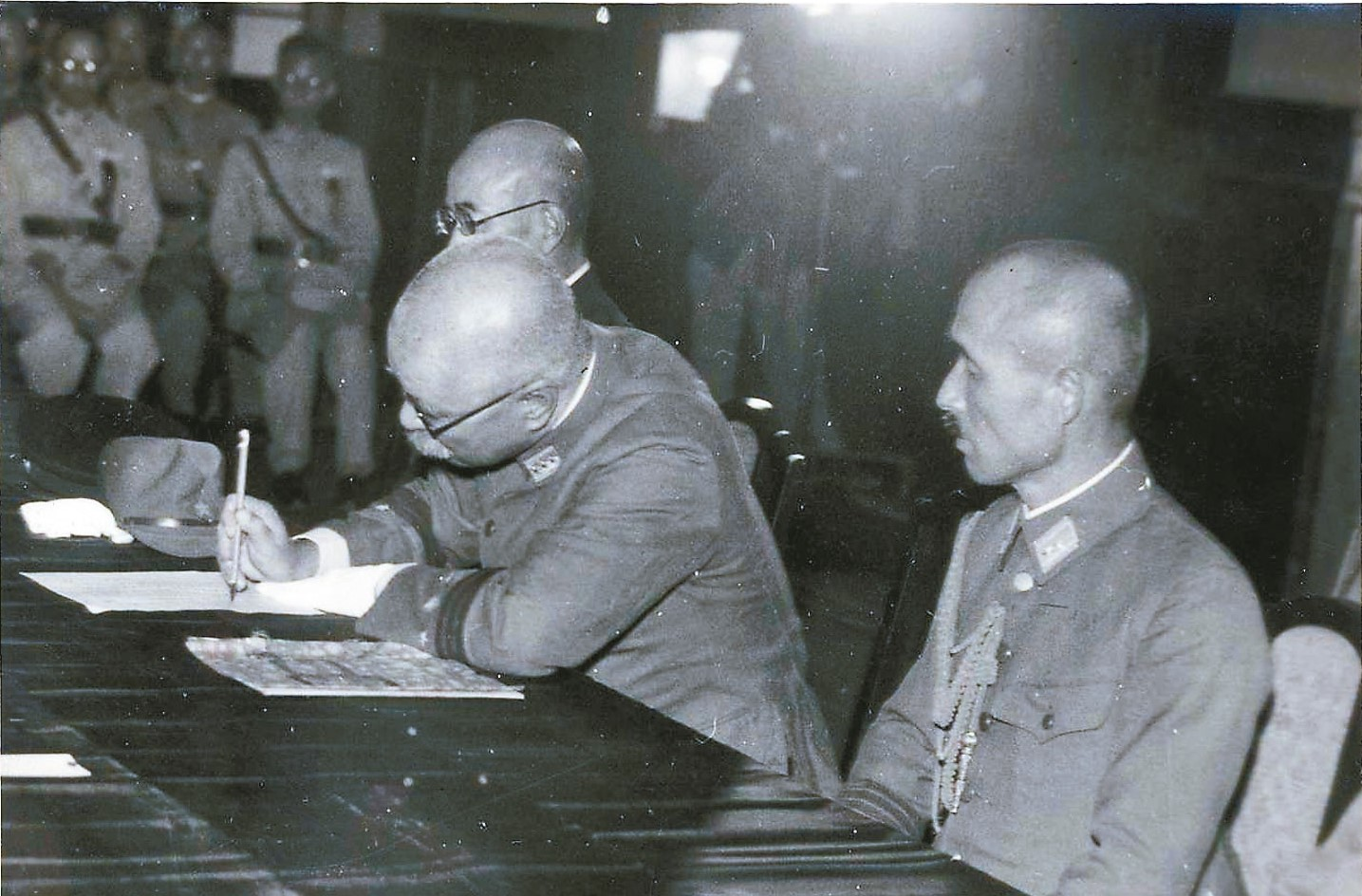
Japonci podepisují kapitulaci v Tchaj-peji roku 1945

Od 20. let 20. století probíhala v Číně občanská válka mezi vládou Čínské republiky a jednotlivými vojenskými veliteli. Roku 1927 se Komunistická strana Číny pod vedením Mao Ce-tunga oddělila od Národní strany (Kuomintangu). Následovala druhá válka s Japonskem a po roce 1945 další občanská válka mezi komunisty a nacionalisty z Kuomintangu. Po vítězství komunistů v roce 1949 se zbytky Čankajškovy armády uchýlily na ostrov Tchaj-wan. Na pevnině byla vyhlášena Čínská lidová republika (ČLR) a pojem Čínská republika se zúžil na ostrovy udržené kuomintangskou armádou. Spojenci formálně považovali ostrov za japonské území až do roku 1952, kdy byla podepsána Sanfranciská mírová smlouva, v níž se Japonci zříkali mj. i Tchaj-wanu. ČLR se podpisu nezúčastnila, a tak nebylo ve smlouvě upřesněno, ve prospěch koho se Japonsko ostrova zříká. Vzápětí byla podepsána mírová smlouva mezi kuomintangskou vládou v Tchaj-peji a Japonskem, která formálně ukončovala čínsko-japonskou válku. Na jejím základě byla uznána Čankajškova vláda nad ostrovem z hlediska mezinárodního práva, byť legalita tohoto kroku je předmětem nepřetržitých útoků nepřátel Tchaj-wanu.

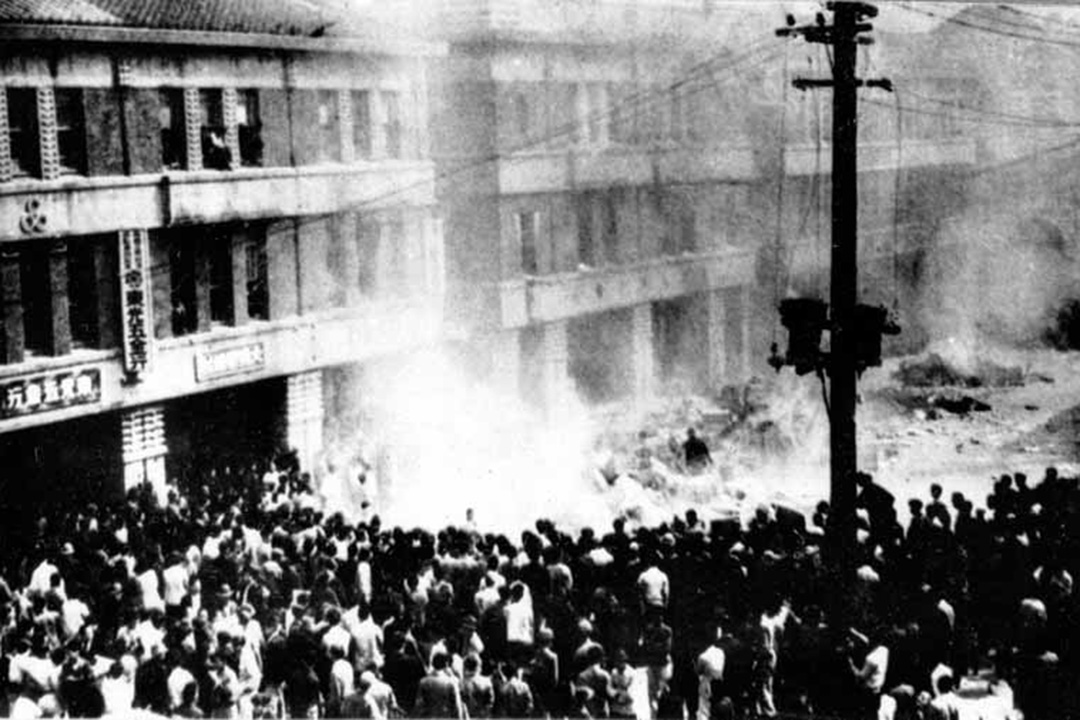
Incident 28. února

Ještě před exodem Kuomintangu na Tchaj-wan roku 1949 byla obnovena čínská správa. Vedl ji generál Čchen I, který však situaci nezvládal. Poválečná hyperinflace a vyvlastnění soukromých podniků vyvolaly vlnu nespokojenosti. Výsledkem bylo povstání z 28. února 1947. Čchen se ho rozhodl potlačit s maximální silou. Odhady počtu zabitých se pohybují od 18 000 do 30 000. Čchen byl poté odvolán z funkce a nahrazen Wej Tchao-mingem, který se snažil uklidnit situaci, mj. restitucí podniků.

8. prosince 1949, po ztrátě čtyř hlavních měst, došlo k evakuaci nacionalistické vlády na Tchaj-wan. Spolu s ní byly z pevninské Číny evakuovány asi 2 miliony lidí, převážně vojáků, členů vládnoucího Kuomintangu a intelektuálních a obchodních elit. Počet obyvatel Tchaj-wanu se tak zvýšil na osm milionů. Čankajškově vládě se podařilo na ostrov převézt i mnoho národních pokladů a velkou část čínských zlatých rezerv a rezerv v cizí měně. Udržela vojenskou kontrolu i nad několika dalšími ostrovy v oblasti (některé komunisté dobyli v letech 1950 a 1955). Formálně si nárokovala vládu nad celou Čínou, včetně Mongolska a Tibetu. Když přijela na ostrov, platilo stanné právo vyhlášené kvůli nepokojům roku 1947. Nechala ho v platnosti dalších 38 let, zrušeno bylo až roku 1987. Bylo využíváno k represím opozice, kterým se říkalo „bílý teror“. Během něj bylo uvězněno nebo popraveno na 140 000 lidí. V roce 1998 byl přijat zákon o vytvoření Nadace pro odškodnění za nesprávné verdikty. Prezident Ma Jing-ťiou se v roce 2008 za bílý teror oficiálně omluvil.

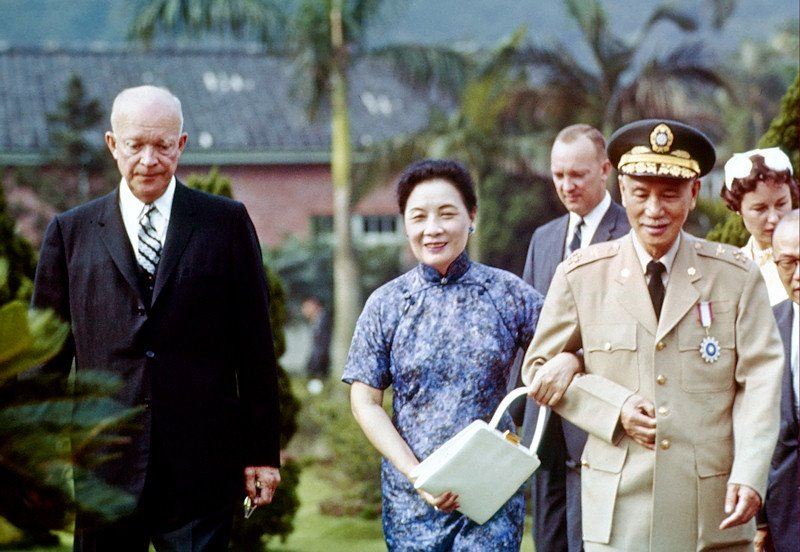
Americký prezident Eisenhower a Čankajšek, od roku 1925 velitel Národní revoluční armády, od roku 1926 předseda Kuomintangu a prezident Čínské republiky

Mezinárodní situace kuomintangské vlády byla zprvu hrozivá. I Spojené státy ji roku 1949 opustily a očekávaly, že Tchaj-wan podlehne komunistům. Vše však změnila korejská válka a americká potřeba mít Tchaj-wan jako základnu v ní. Americký prezident Harry S. Truman proto roku 1950 vyslal 7. loďstvo amerického námořnictva do Tchajwanského průlivu, aby bránilo ostrov před eventuálním čínským útokem, čímž byla jeho nezávislost zachráněna. Roku 1955 Američané a Tchajwanci podepsali smlouvu o vzájemné obraně. Vzápětí americký Senát schválil rezoluci, podle níž může americký prezident osobně rozhodnout o jakémkoli vojenském kroku k obraně Tchaj-wanu, bez nutnosti schválení parlamentem. Roku 1958 došlo k vážné druhé krizi v Tchajwanské úžině. Američané poté poskytli Tchaj-wanu raketové systémy protivzdušné obrany, což suverenitu Tchaj-wanu značně posílilo.
V 50. letech vláda stavěla hospodářskou politiku na zemědělství a těžkém průmyslu. V 60. letech vsadila na nové technologie a ekonomika začala prudce růst, takže se dokonce začalo hovořit o tchajwanském ekonomickém zázraku. V 70. letech 20. století bylo tchajwanské hospodářství druhým nejrychleji rostoucím v Asii (za japonským). Čankajšek zemřel v roce 1975, předsedou Koumintangu se stal Čankajškův syn Ťiang Ťing-kuo, v prezidentské funkci Čankajška nejprve vystřídal Jen Ťia-kan. Od roku 1978 pak Ťiang Ťing-kuo zastával i prezidentskou funkci. Následoval další hospodářský vzestup Tchaj-wanu. Od poloviny osmdesátých let byla patrná postupná demokratizace společnosti a tzv. tchajwanizace nižších (obecních a okresních) politických úrovní. Roku 1986 byla (zprvu v disentních podmínkách) založena Demokratická pokroková strana. Roku 1987 byl zrušen výjimečný stav, v dalším roce zemřel Ťiang Ťing-kuo.

### Současný Tchaj-wan

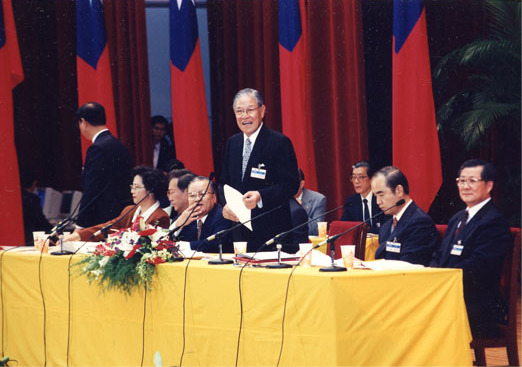
Li Teng-chuej, první demokraticky zvolený prezident Tchaj-wanu

Po Ťiang Ťing-kuovi se stal předsedou Kuomintangu rodilý Tchajwanec Li Teng-chuej. Jako dosavadní viceprezident převzal v roce 1988 i prezidentský úřad. V dubnu 1991 začal proces demokratizace, který ukončil vládu jedné strany Kuomintangu. Následovala přímá volba prezidenta. Zvolen byl Li a byl později volen opakovaně, takže úřad zastával až do roku 2000. Během jeho funkčního období byly propagovány tchajwanské kulturní hodnoty a jazyk. Také bylo poukazováno na reálný fakt, že Tchaj-wan (Čínská republika) již nemá žádný vliv a kontrolu nad pevninskou Čínou, což bylo pro předchozí generaci kuomintangských veteránů ožehavé téma.
Po korupční aféře vládní strany byl prezidentem v letech 2000 až 2008 zvolen kandidát opoziční Demokratické pokrokové strany Čchen Šuej-pien. Tchaj-wanu se v tomto období dařilo. Nicméně několik navržených reforem týkajících se větší samostatnosti Tchaj-wanu výrazně ochladily vztahy s Čínskou lidovou republikou. Po roce 2008 byl za prezidenta zvolen kandidát Kuomitangu Ma Jing-ťiou a vztahy s pevninskou Čínou se výrazně zlepšily. V listopadu 2015 došlo dokonce v Singapuru k prvnímu setkání prezidentů Číny a Tchaj-wanu.
V roce 2014 skupina univerzitních studentů úspěšně obsadila Legislativní dvůr a zabránila ratifikaci nové dohody o obchodu s pevninskou Čínou, což se stalo známým jako Slunečnicové hnutí. Toto hnutí dalo vzniknout novým stranám, jako je New Power Party, a je považováno za faktor, který přispěl k vítězství Demokratické pokrokové strany (DPP) v prezidentských a parlamentních volbách v roce 2016. Poprvé v tchajwanské historii tak Kuomintang ztratil legislativní většinu.
V roce 2016 se prezidentkou Tchaj-wanu stala Cchaj Jing-wen z DPP. V roce 2019 vyzvala mezinárodní společenství, aby bránilo demokracii samosprávného ostrova tváří v tvář obnoveným hrozbám ze strany Číny, a vyzvala ji k demokratizaci a zřeknutí se použití vojenské síly proti Tchaj-wanu. Čínský vůdce Si Ťin-pching se již dříve vyjádřil, že Tchaj-wan je součástí Číny, která si vyhrazuje právo použít sílu, ale bude usilovat o dosažení mírového „sjednocení“. Si také nabídl, že bude jednat o sjednocení se stranami nebo jednotlivci za podmínky „jedné Číny“, ale Cchaj i opoziční Kuomintang Siův návrh odmítly. V lednu 2020 byla Cchaj Jing-wen znovu zvolena prezidentkou a v souběžných parlamentních volbách získala její Demokratická pokroková strana většinu 61 ze 113 parlamentních křesel, zatímco „pročínský“ Kuomintang pouze 38 křesel.
V Indexu demokracie 2020, který zveřejňuje londýnská Economist Intelligence Unit, byl Tchaj-wan povýšen z „nedokonalé demokracie“ na „plnou demokracii“ poté, co se z 31. místa dostal na 11., což je větší zlepšení než u kterékoli jiné země. Umístil se v žebříčku nad Německem, Japonskem i Spojenými státy. V březnu 2024 vyvolal rozruch projev čínského premiéra Li Čchianga, který uvedl, že země bude prosazovat sjednocení s Tchaj-wanem. Oproti minulým letům nicméně tentokrát nedodal, že tak učiní mírovou cestou. Nedlouho poté organizovala Čínská lidová republika blízko země další vojenské manévry.

## Státní symboly
Po vyhlášení Čínské lidové republiky na pevnině a zúžení pojmu Čínská republika na ostrovy držené kuomintangskou armádou si ostrovy (ostrov Tchaj-wan a další ostrovy u jihovýchodního pobřeží Číny) ponechaly státní symboly z předválečného období.

### Vlajka
Tchajwanská vlajka je tvořena červeným listem o poměru stran 2:3 s tmavě modrým kantonem, v jehož středu je bílé slunce s dvanácti paprsky.

### Znak
Tchajwanský státní znak je tvořen modrým kruhem s uprostřed umístěným bílým sluncem s dvanácti paprsky.

### Hymna
Tchajwanská hymna je píseň Sān Mín Zhǔyì česky Tři lidové principy. Text je odvozen z řeči, kterou pronesl Sunjatsen 1. května 1924 při otevírání vojenské akademie Čínské republiky, hudbu složil
Čcheng Mao-jün.

## Geografie
Území Tchaj-wanu se rozkládá na rozloze 36 197 km², z toho hlavní část (32 260 km²) zabírá stejnojmenný ostrov Tchaj-wan a zbytek dalších 165 ostrovů. K dalším obydleným souostrovím patří Peskadorské ostrovy (127 km²), Ťin-men (153 km²) a Ma-cu (29,6 km²). Poblíž samotného ostrova Tchaj-wan se ještě nacházejí obydlené Lü-tao, Orchidejový ostrov, Siao-liou-čchiou a další neobydlené ostrůvky. Země spravuje i některá území v Jihočínském moři, zejména Itu Aba a Prataské ostrovy, které nejsou obydleny, ale je zde výzkumná i vojenská posádka.

### Národní parky
Tchaj-wan má celkem devět národních parků, z toho 6 na hlavním ostrově.
| Název                         | Znaky                | Datum vyhlášení    | Rozloha (km²) | Geodata (OSM) |
| ----------------------------- | -------------------- | ------------------ | ------------- | ------------- |
| Národní park Kenting          | 墾丁國家公園         | 1. ledna 1984      | 332,9         | OSM, WMF      |
| Národní park Jü-šan           | 玉山國家公園         | 6. dubna 1985      | 1 031,2       | OSM, WMF      |
| Národní park Jang-min-šan     | 陽明山國家公園       | 16. září 1985      | 113,4         | OSM, WMF      |
| Národní park Taroko           | 太魯閣國家公園       | 26. listopadu 1986 | 920,0         | OSM, WMF      |
| Národní park Šej-pcha         | 雪霸國家公園         | 1. července 1992   | 768,5         | OSM, WMF      |
| Národní park Kinmen           | 金門國家公園         | 18. října 1995     | 35,3          | OSM, WMF      |
| Národní park Atol Tung-ša     | 東沙環礁國家公園     | 4. října 2007      | 3 536,7       | OSM, WMF      |
| Národní park Tchaj-ťiang      | 臺江國家公園         | 28. prosince 2009  | 393,1         | OSM, WMF      |
| Národní park Jižní Pcheng-chu | 澎湖南方四島國家公園 | 18. října 2014     | 358,4         | OSM, WMF      |

## Politika

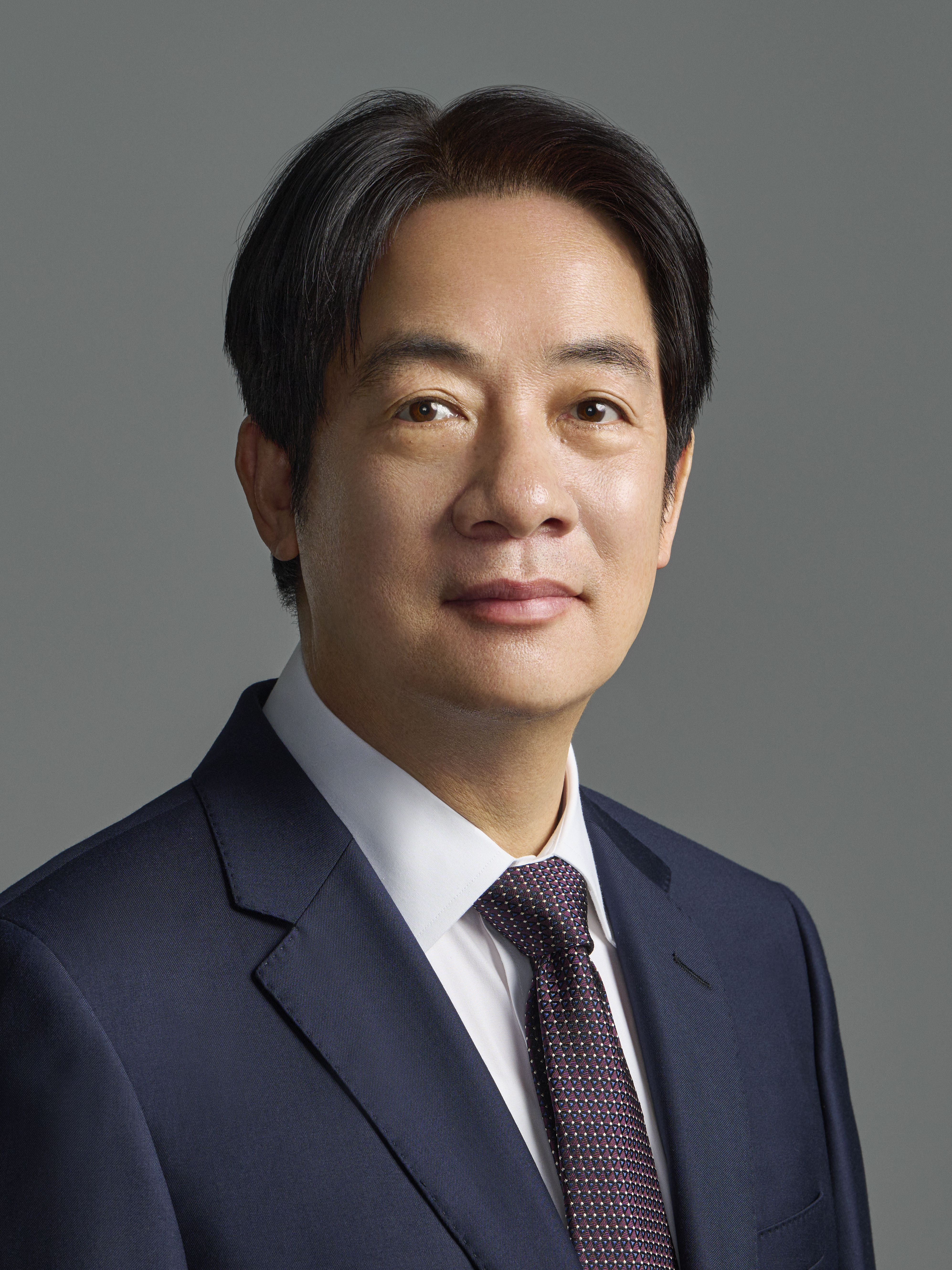
Laj Čching-te, prezident Čínské republiky

Vláda Čínské republiky je založena na Ústavě Čínské republiky (Tchaj-wanu) z roku 1947 a jejích třech lidových principech, které uvádějí, že Čínská republika „bude demokratickou republikou lidu, která bude řízena lidem a pro lid“. V 90. letech 20. století prošla významnými revizemi, které jsou souhrnně označovány jako dodatečné články. Tchaj-wan (Čínská republika) je zastupitelská demokracie, unitární poloprezidentská republika.  Státní moc se dělí na pět jüanů (dvorů): Exekutivní jüan (výkonná moc), legislativní jüan (zákonodárná moc), soudní jüan, výkonný jüan (vláda) a kontrolní jüan (agentura pro úřednické zkoušky). Hlavou státu a vrchním velitelem ozbrojených sil je prezident, který je volen v přímé volbě na maximálně dvě čtyřletá funkční období. Prezident jmenuje členy výkonného jüanu jako svoij vládu, včetně premiéra, který je oficiálně předsedou výkonného jüanu; členové jsou odpovědní za politiku a administrativu.
Hlavním zákonodárným orgánem je jednokomorový Legislativní jüan (Legislativní dvůr), který má 113 křesel. Sedmdesát tři je voleno všeobecným hlasováním v jednomandátových volebních obvodech, třicet čtyři je voleno na základě podílu celostátních hlasů získaných zúčastněnými politickými stranami v samostatném hlasování podle stranických seznamů a šest je voleno ve dvou tříčlenných domorodých volebních obvodech. Funkční období poslanců je čtyřleté. Původně jednokomorové Národní shromáždění jako stálý ústavodárný konvent a sbor volitelů vykonávalo některé parlamentní funkce, ale v roce 2005 bylo Národní shromáždění zrušeno a pravomoc přijímat ústavní změny byla předána Legislativnímu jüanu a všem oprávněným voličům republiky prostřednictvím referend.
Premiér je vybírán prezidentem bez nutnosti schválení zákonodárným sborem a prezident ani premiér nemají právo veta. V minulosti v Čínské republice dominovala silná politika jedné strany. Toto dědictví vedlo k tomu, že výkonná moc je v současnosti soustředěna v úřadu prezidenta, nikoliv premiéra.

### Zahraniční vztahy

#### Současné postavení ve světě
Legitimitu Čínské republiky popírá Čínská lidová republika (ČLR) a prohlašuje Tchaj-wan za součást ČLR bez ohledu na to, že území Čínské republiky nikdy nezískala. Jak snaha vlády ČLR sjednotit oba státy podle formule Zvláštní správní oblasti Čínské lidové republiky (jedna země – dva systémy), podobně jako je tomu v případě Hongkongu, tak stálá vojenská hrozba jsou zdrojem trvalého napětí mezi oběma státy. Čínská republika je dnes de facto nezávislý a od roku 1988 demokratizující se stát. Do roku 1987 v něm panovala diktatura s vládou jediné strany Kuomintang, ovládané diktátorem generálem Čankajškem a po jeho smrti v roce 1975 jeho synem Ťiang Ťing-kuoem. V současnosti na Tchaj-wanu existuje přibližně 150 legálních politických stran.

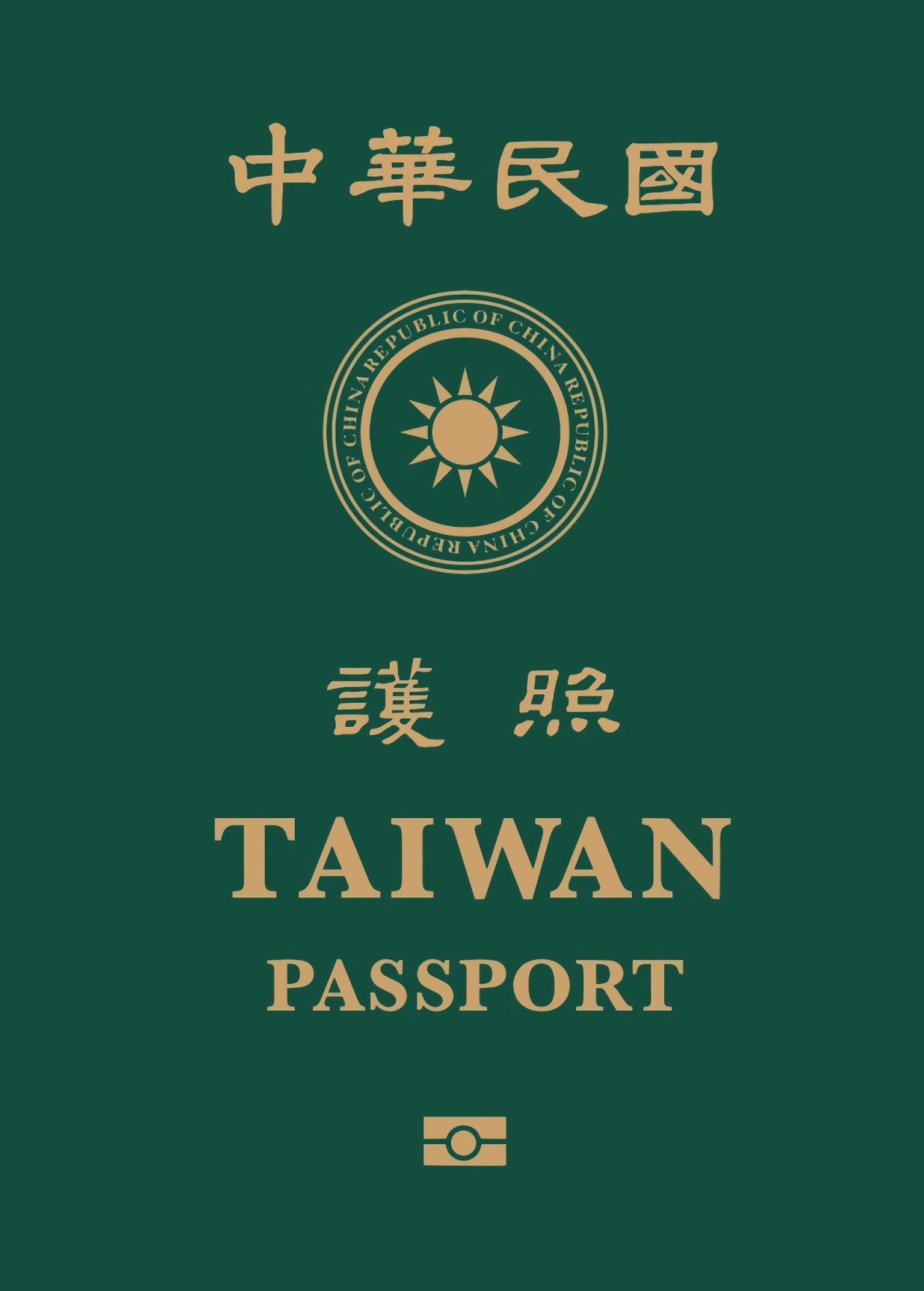
Tchajwanský pas

Podobně jako vláda ČLR považuje Tchaj-wan za svou odpadlou provincii, tak i vláda Čínské republiky (nyní Tchaj-wanu) historicky tvrdila, že ona je reprezentací Číny, jen dočasně ztratila kontrolu nad částí svého území.[zdroj?] Vedle „federální“ vlády v hlavním městě Tchaj-pej existují ještě vlády dvou provincií, které však mají pouze symbolický význam. Ve „federálním“ parlamentu zasedali poslanci, zvolení před rokem 1949 za pevninské provincie. Tento zrušen v roce 2005 po jeho ovládnutí Demokratickou stranou. Od 90. let 20. století ovšem politici na Tchaj-wanu od doktríny „jedna Čína“ upouštějí a někteří otevřeně žádají mezinárodní uznání dnešní nezávislosti Tchaj-wanu de facto. Tím vyvolávají ostré reakce nejen u komunistické vlády Číny, ale také u některých konzervativních příznivců Kuomintangu.
Čínská republika byla jako vítězná mocnost 2. světové války zakládajícím členem OSN a byla také stálým členem Rady bezpečnosti. Toto členství jí zůstalo i po prohře v občanské válce. SSSR se na protest dlouho neúčastnil hlasování v Radě bezpečnosti OSN (mj. tím umožnil vojenský zásah vojsk OSN v Jižní Koreji). Tento stav se změnil začátkem 70. let, kdy USA navázaly diplomatické vztahy s ČLR. Čínská republika byla v OSN a Radě bezpečnosti nahrazena ČLR v roce 1971. Čínská republika je k březnu 2024 v důsledku nátlaku ČLR oficiálně uznávána pouze 12 státy. Z evropských států ji oficiálně uznává pouze Vatikán; v letech 1999–2001 ji uznávala rovněž Makedonie. Posledním státem, který zrušil své diplomatické styky s Tchaj-wanem, bylo k lednu 2024 Nauru, nedlouho předtím styky přerušil také Honduras.
Dne 2. ledna 2019 vystoupila prezidentka Tchaj-wanu Cchaj Jing-wen s prohlášením, kterým reagovala na řeč čínského prezidenta Si Ťin-pchinga pronesenou u příležitosti 40. výročí tzv. poselství pekingské vlády krajanům na Tchaj-wanu. Vysvětlila, že Tchaj-wan neakceptuje čínský návrh „jedné země se dvěma systémy“, protože v této otázce panuje na Tchaj-wanu konsenzus a velká většina Tchajwanců tento čínský návrh rezolutně odmítá. Tchajwanská vláda je ochotna s Čínou vyjednávat, avšak požaduje, aby čínská vláda uznala existenci „Čínské republiky (Tchaj-wanu)“ a neodpírala Tchaj-wanu jeho demokratický systém. Podle prohlášení prezidentky musí Čína respektovat závazek 23 milionů lidí na Tchaj-wanu zachovat svobodu a demokracii.
Na oficiální úrovni uznává Tchaj-wan pouze 12 zemí (stav k lednu 2024). Zde je seznam států světa, které mají k současnému datu oficiální diplomatické styky s Čínskou republikou (s daty jejich navázání):
- Belize (1989)
- Guatemala (1960)
- Haiti (1956)
- Marshallovy ostrovy (1998)
- Palau (1999)
- Paraguay (1957)
- Svatá Lucie (1984–1997; 2007)
- Svatý Kryštof a Nevis (1983)
- Svatý Vincenc a Grenadiny (1981)
- Svazijsko (1968)
- Tuvalu (1979)
- Vatikán (Svatý stolec) (1942)

Dříve uznávaly Tchaj-wan Honduras (1965–2023) a Nauru (1980–2002; 2005–2024).
Ministr zahraničních věcí Spojených států amerických Mike Pompeo prohlásil dne 9. ledna 2021, že ruší veškerá omezení kontaktů s Tchaj-wanem, která byla zavedena před mnoha dekádami jako forma appeasementu s Čínou. Uvedl, že Tchaj-wan je živou demokracií a spolehlivým partnerem USA a dřívější omezení, která si vláda USA sama uložila, jsou od tohoto data neplatná.

#### Členské křeslo Číny vOrganizaci spojených národů

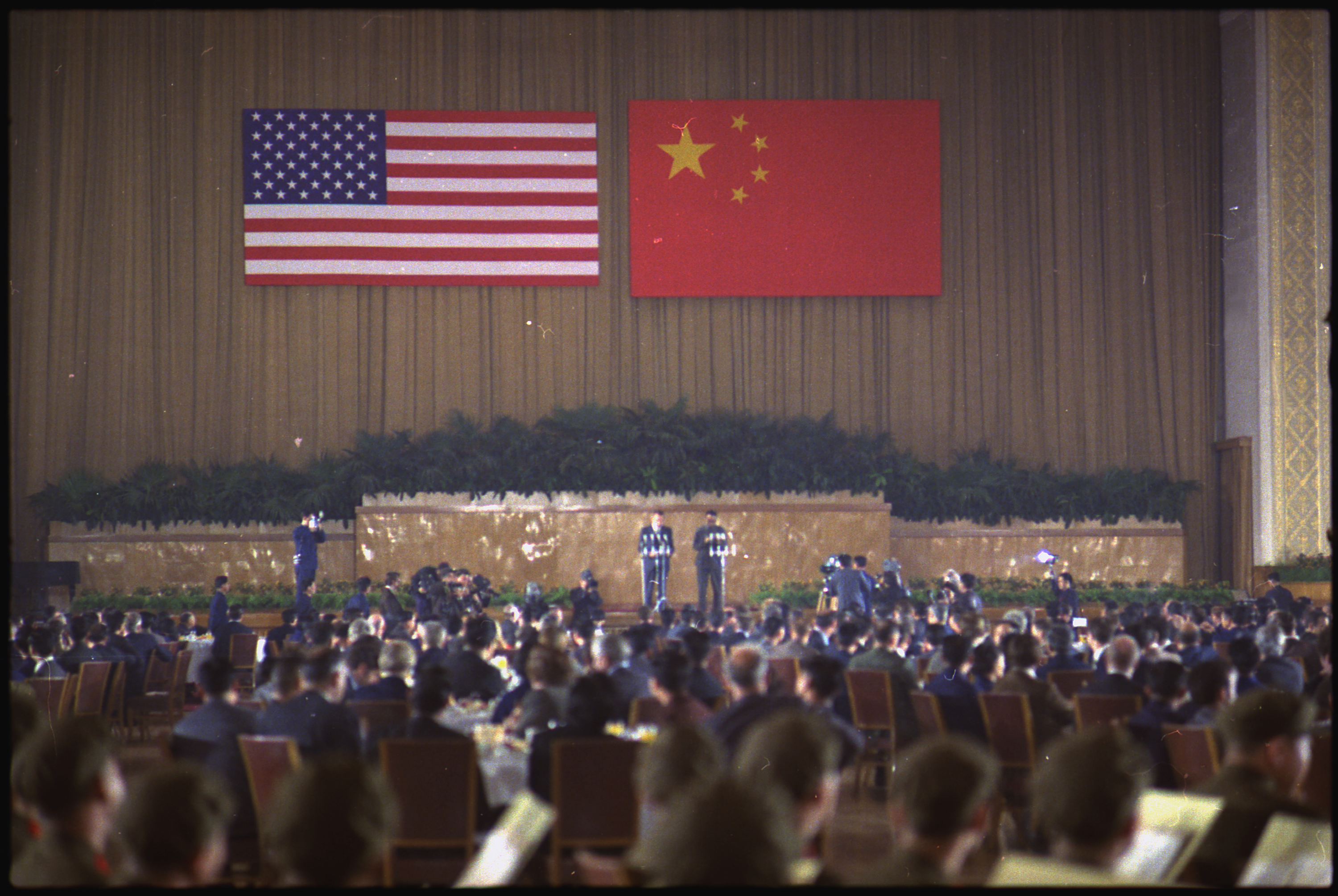
Setkání Richarda Nixona a Čou En-laje 21. února 1972. V důsledku sbližování ČLR a USA, které bylo namířeno proti SSSR, byla Čínská republika v roce 1971 vyloučena z OSN.

Čína, zastoupená vládou Čínské republiky, byla jedním z pěti zakládajících členů Organizace spojených národů (OSN). Do řad OSN vstoupila jako její původní člen dne 24. října 1945. Ke konci čínské občanské války uprchla vláda Čínské republiky ovládaná Kuomintangem v roce 1949 z pevniny na ostrov Tchaj-wan. Nová komunistická vláda vyhlásila 1. října 1949 Čínskou lidovou republiku a následně ovládla většinu území Číny. Představitelé vlády Čínské republiky však nadále zastupovali Čínu v OSN, a to i přesto, že území Tchaj-wanu bylo mnohem menší než území, nad kterým vykonávala moc pevninská komunistická Čína. Dne 25. října 1971 byla schválena rezoluce Valného shromáždění OSN č. 2758, která odebrala Čínské republice status legitimního zástupce Číny a jako jedinou legitimní vládu Číny uznala vládu ČLR. Tím došlo k tomu, že Čínská republika byla z řad OSN vyloučena a křeslo Číny v OSN (včetně jejího postu stálého člena Rady bezpečnosti) převzala vláda ČLR.
Od devadesátých let 20. století dochází k tomu, že opětovné žádosti Čínské republiky o zastoupení v OSN jsou zamítány, primárně vzhledem k protestům ČLR, která má v rámci Rady bezpečnosti právo veta. Čínská republika podává, střídavě pod jmény „Čínská republika na Tchaj-wanu“, „Čínská republika (Tchaj-wan)“ nebo jenom „Tchaj-wan“ (název navrhla současná vláda Demokratické pokrokové strany), písemné žádosti o členství v OSN. Žádosti předkládá pouze v roli zástupce obyvatel Tchaj-wanu, a nikoli pevninské Číny. OSN nicméně žádost Čínské republiky o členství pod tlakem ČLR pokaždé zamítla s odvoláním na rezoluci č. 2758, podle které bylo křeslo Číny v roce 1971 odebráno Čínské republice ve prospěch ČLR. Rezoluce však neobjasňuje otázku zastoupení Čínské republiky. Generální tajemník OSN Pan Ki-mun sklidil kritiku za to, že vrátil žádost tchajwanského prezidenta Čchen Šuej-piena o plné členství v OSN, aniž dokument postoupil Radě bezpečnosti a Valnému shromáždění, což je v rozporu se standardním postupem.

#### Členství Tchaj-wanu v dalších mezinárodních organizacích
Tchaj-wan (který je samostatným státem de facto) nepřestává apelovat na mezinárodní společenství, aby uznalo právo 23 milionů obyvatel země na účast v OSN a v přidružených organizacích. Komunistické Číně se podařilo do vedení některých mezinárodních organizací dosadit své zástupce a trvale vytváří tlak na vyloučení Tchaj-wanu i prosazení své vlastní agendy.
Vyloučení Tchaj-wanu ze Světové zdravotnické organizace, který se tak nemohl podílet se na plánování a rozhodování mělo přímý praktický dopad – např. s ohledem na šíření nového koronaviru. Již 31. prosince 2019 odešlo z Tchaj-wanu, který měl zkušenost s epidemií SARS, varování pro WHO, že hrozí nebezpečná epidemie. Varování bylo klasifikováno, jako by přicházelo z jedné z čínských provincií a WHO ho vůbec nezahrnula do svého rozhodování.
Dalším žhavým tématem se stala kauza kolem Mezinárodní organizace pro civilní letectví (ICAO), mezivládní organizace přidružené k OSN, která stejně jako Světová zdravotnická organizace (WHO), kvůli čínskému tlaku vyloučila ze svých řad Tchaj-wan. Z politických důvodů tak byl vyřazen ze systému jeden z nejdůležitějších leteckých uzlů v oblasti.
Vztahy s Tchaj-wanem se zabýval Evropský parlament, který 20. ledna 2021 vydal dvě rezoluce, v nichž vyzývá členské státy Evropské unie, aby přehodnotily svůj postoj k Tchaj-wanu a chránily demokratický Tchaj-wan před „zahraničními hrozbami“ a podpořily navrácení Tchaj-wanu do funkce pozorovatele ve Světové zdravotnické organizaci. Zároveň je v rezoluci zopakováno znepokojení EU nad stále více provokativními vojenskými manévry Číny, namířenými proti Tchaj-wanu.

#### Mezinárodní smlouvy
Tchaj-wan má vzájemnou úmluvu se Spojenými státy americkými, tzv. Taiwan Relations Act, která stanoví, že Spojené státy poskytnou ostrovu prostředky k vlastní obraně. Americký prezident Joe Biden navíc na přímý dotaz novináře potvrdil, že pokud by Čína Tchaj-wan napadla, mají Spojené státy závazek ho bránit.

### Diplomatické vztahy
Tchaj-wan má plné diplomatické vztahy na úrovni velvyslanců pouze s 12 suverénními státy, ale neoficiální diplomatické vztahy a ekonomické kontakty má s většinou vyspělých států a nadnárodních uskupení včetně Evropské unie.
V srpnu 2021 otevřel Tchaj-wan své zastoupení ve Vilniusu poprvé pod původním názvem „Taiwan“, přičemž litevská kancelář v Tchaj-peji měla být otevřena do konce roku 2021. Následně Čínská lidová republika odvolala svého velvyslance ve Vilniusu Šen Č'-feje a požadovala, aby Litva odvolala svou velvyslankyni v Pekingu Dianu Mickevičienė.
V reakci na sankce ČLR vůči Litvě připravovalo zřízení podobné kanceláře také Slovinsko. Slovinský premiér Janez Janša odsoudil „zemi se systémem jedné strany, která poučuje o demokracii a míru“, a řekl, že Peking by ze vstupu Tchaj-wanu do WHO mohl získat.
Podle agentury Reuters navrhla v únoru 2022 skupina amerických zákonodárců z obou stran zastoupených v Senátu a ve Sněmovně reprezentantů shodné návrhy zákonů, které požadují, aby americká vláda jednala o přejmenování de-facto velvyslanectví Tchaj-wanu - „Taipei Economic and Cultural Representative Office“ ve Washingtonu na „Taiwan Representative Office“. Šlo i o reakci na sankce Číny proti Litvě.

### Administrativní  členění
Tchaj-wan se správně člení na šest (centrálně spravovaných) speciálních obcí (直轄市, č'-sia-š' / ti̍t-hat-chhī), 13 okresů (縣, siàn / kōan) a 3 města na úrovni okresu (市, shìh / chhī). Historicky byly jednotlivé správní celky ještě řazeny do provincií. Ty ale byly v letech 1998 a 2018 jako administrativní celky zrušeny a dělení na provincie tak zůstalo jen jako formalita.

Původní správní systém a teritoriální nároky Čínské republiky pod vládou jedné strany Kuomintangu.

Tak jako u všech místních názvů na Tchaj-wanu, existuje celá řada pravopisů pro každý územní celek. Následující tabulka uvádí názvy v českém přepisu, čínsky i tchajwansky, čínský pravopis pak jednak v původních (tradičních) znacích, jednak v pevninské (chan-jü) i ostrovní (tchung-jung) varietě pchin-jinu. Protože na většině map nenajdete ani jeden z uvedených standardních pravopisů, ale tzv. poštovní pravopis, uvádíme i tuto verzi. Poštovní pravopis vychází z tzv. Wade-Gilesovy transkripce, ale na řadě míst se od ní odchyluje, např. vynecháváním apostrofů.
| Druh           | Druh  | Český přepis     | Tradičně           | Tchung-jung     | Pchin-jin       | Pošta a mapy     | Tchajwansky       |
| -------------- | ----- | ---------------- | ------------------ | --------------- | --------------- | ---------------- | ----------------- |
| Republika      |       | Čínská republika | 中華民國           | Jhonghuá Mínguó | Zhōnghuá Mínguó | Chunghua Minkuo  | Tiong-hoâ Bîn-kok |
| Provincie      |       | Fu-ťien          | 福建省             | Fújiàn shěng    | Fújiàn shěng    | Fukien sheng     | Hok-kiàn-séng     |
|                | Okres | Lien-ťiang       | 連江縣             | Liánjiang siàn  | Liánjiāng xiàn  | Lienchiang hsien | Liân-kang-kōan    |
|                | Okres | Ťin-men          | 金門縣             | Jinmén siàn     | Jīnmén xiàn     | Kinmen hsien     | Kim-mn̂g-kōan      |
| Provincie      |       | Tchaj-wan        | 台灣省 nebo 臺灣省 | Táiwan shěng    | Táiwān shěng    | Taiwan sheng     | Tâi-oân-séng      |
|                | Okres | Čang-chua        | 彰化縣             | Jhanghuà siàn   | Zhānghuà xiàn   | Changhua hsien   | Chiang-hòa-koān   |
|                | Okres | Chua-lien        | 花蓮縣             | Hualián siàn    | Huālián xiàn    | Hualien hsien    | Hoa-liân-koān     |
|                | Okres | I-lan            | 宜蘭縣             | Yílán siàn      | Yílán xiàn      | Ilan hsien       | Gî-lân-koān       |
|                | Okres | Jün-lin          | 雲林縣             | Yúnlín siàn     | Yúnlín xiàn     | Yunlin hsien     | Hûn-lîm-koān      |
|                | Okres | Miao-li          | 苗栗縣             | Miáolì siàn     | Miáolì xiàn     | Miaoli hsien     | Biâu-le̍k-koān     |
|                | Okres | Nan-tchou        | 南投縣             | Nántóu siàn     | Nántóu xiàn     | Nantou hsien     | Lâm-tâu-koān      |
|                | Okres | Pcheng-chu       | 澎湖縣             | Pénghú siàn     | Pénghú xiàn     | Penghu hsien     | Phêⁿ-ô·-koān      |
|                | Okres | Pching-tung      | 屏東縣             | Píngdong siàn   | Píngdōng xiàn   | Pingtung hsien   | Pîn-tong-koān     |
|                | Okres | Sin-ču           | 新竹縣             | Sinjhú siàn     | Xīnzhú xiàn     | Hsinchu hsien    | Sin-tek-koān      |
|                | Okres | Tchaj-tung       | 台東縣 nebo 臺東縣 | Táidong siàn    | Táidōng xiàn    | Taitung hsien    | Tâi-tang-koān     |
|                | Okres | Ťia-i            | 嘉義縣             | Jiayì siàn      | Jiāyì xiàn      | Chiayi hsien     | Ka-gī-koān        |
|                | Město | Sin-ču           | 新竹市             | Sinjhú shìh     | Xīnzhú shì      | Hsinchu shih     | Sin-tek-chhī      |
|                | Město | Ťi-lung          | 基隆市             | Jilóng shìh     | Jīlóng shì      | Keelung shih     | Ke-lâng-chhī      |
|                | Město | Ťia-i            | 嘉義市             | Jiayì shìh      | Jiāyì shì       | Chiayi shih      | Ka-gī-chhī        |
| Speciální obec |       | Tchaj-čung       | 台中市 nebo 臺中市 | Táijhong shìh   | Táizhōng shì    | Taichung shih    | Tâi-tiong-chhī    |
| Speciální obec |       | Tchaj-nan        | 台南市 nebo 臺南市 | Táinán shìh     | Táinán shì      | Tainan shih      | Tâi-lâm-chhī      |
| Speciální obec |       | Kao-siung        | 高雄市             | Gaosyóng shìh   | Gāoxióng shì    | Kaohsiung shih   | Ko-hiông-chhī     |
| Speciální obec |       | Nová Tchaj-pej   | 新北市             | Sinběi shìh     | Xīnběi shì      | Hsinpei shih     | Sin-pak-chhī      |
| Speciální obec |       | Tchaj-pej        | 台北市 nebo 臺北市 | Táiběi shìh     | Táiběi shì      | Taipei shih      | Tâi-pak-chhī      |
| Speciální obec |       | Tchao-jüan       | 桃園市             | Táoyuán shìh    | Táoyuán shì     | Taoyuan shih     | Thô-hn̂g-chhī      |

## Obyvatelstvo

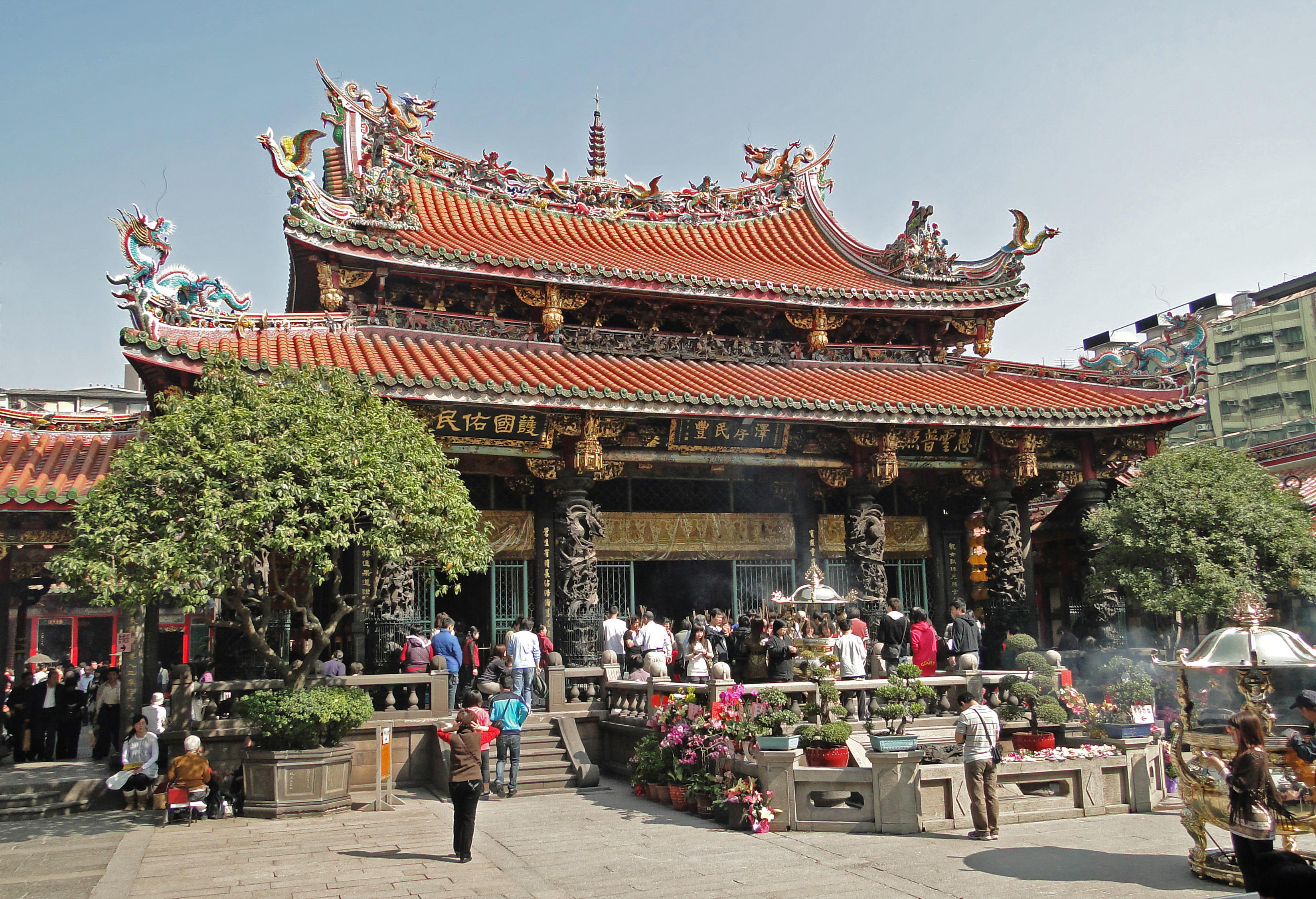
Čínské lidové náboženství v Tchaj-peji

Tchaj-wan má 23, 4 milionů obyvatel (leden 2025). Hustota zalidnění je zhruba 650 osob na km2, což z Tchaj-wanu činí sedmnáctou nejhustěji zalidněnou zemi světa. Drtivá většina (přes 99 %) žije na ostrově Tchaj-wan, z dalších ostrovů jsou poměrně zalidněny ještě Ťin-men (128 000 osob) a Peskadorské ostrovy (107 000). V největším městě, Nové Tchaj-peji, žije 4 miliony lidí (v jeho jádru,  hlavním městě Tchaj-peji, 2,7 milionu). Nad milion obyvatel mají ještě města Tchaj-čung (2,8 mil), Kao-siung (2,8 mil.), Tchao-jüan (2,2 mil.) a Tchaj-nan (1,9 mil.).
Drtivou většinu obyvatelstva Tchaj-wanu tvoří Chanové, tj. etničtí Číňané (95 %), dále zde žijí lidé ze šestnácti celostátně uznávaných původních etnik. Původní obyvatelstvo Tchaj-wanu mluví austronéskými jazyky, podobně jako například lidé na Madagaskaru, v Malajsii či Oceánii. Zhruba od 17. století na Tchaj-wan začali houfně připlouvat lidé z Číny. Nyní se odhaduje, že na Tchaj-wanu žije 300 až 500 tisíc lidí z původních domorodých etnik. Největší mezi nimi jsou Amiové, kteří představují třetinu až polovinu ze všech příslušníků původních etnik a obývají jihovýchodní část ostrova. Druhou největší domorodou skupinou jsou Pajwanové. Zbytek z celkového počtu 23 milionů obyvatel tvoří tedy z velké části přistěhovalci z Číny.
Ústava zajišťuje svobodu náboženského vyznání. Podle Světové banky Tchaj-wan patří do skupiny zemí s nejvyšší náboženskou svobodou na světě. Podle výzkumu Pew Research z roku 2020 nejvíce lidí na Tchaj-wanu vyznává čínské lidové náboženství (43,8 procenta), 21,2 procenta tvoří buddhisté, 13,7 procenta nevěřící, 5,8 procenta křesťané a 1 procento muslimové. Zbytek připadá na vyznavače různých jiných směrů včetně taoismu. Tchajwanští domorodci tvoří pozoruhodnou podskupinu mezi křesťany: Přes 64 procent z nich se identifikuje jako křesťané. Kostelní budovy jsou manifestačními znaky domorodých vesnic, které je odlišují od tchajwanských nebo hakkaských vesnic. Muslimové působí na Tchaj-wanu od 17. století, kdy sem migrovala skupina Chuejů. Životní styl většiny Tchajwanců ovlivňuje také filozofie konfucianismu, zejména v etické oblasti. Podle Mezinárodní humanistické a etické unie, která hájí práva ateistů všude po světě, je Tchaj-wan jednou ze tří zemí na světě, kde je nejvýhodnější a nejvíce bezrizikové být ateistou (spolu s Belgií a Nizozemskem).

## Ekonomika

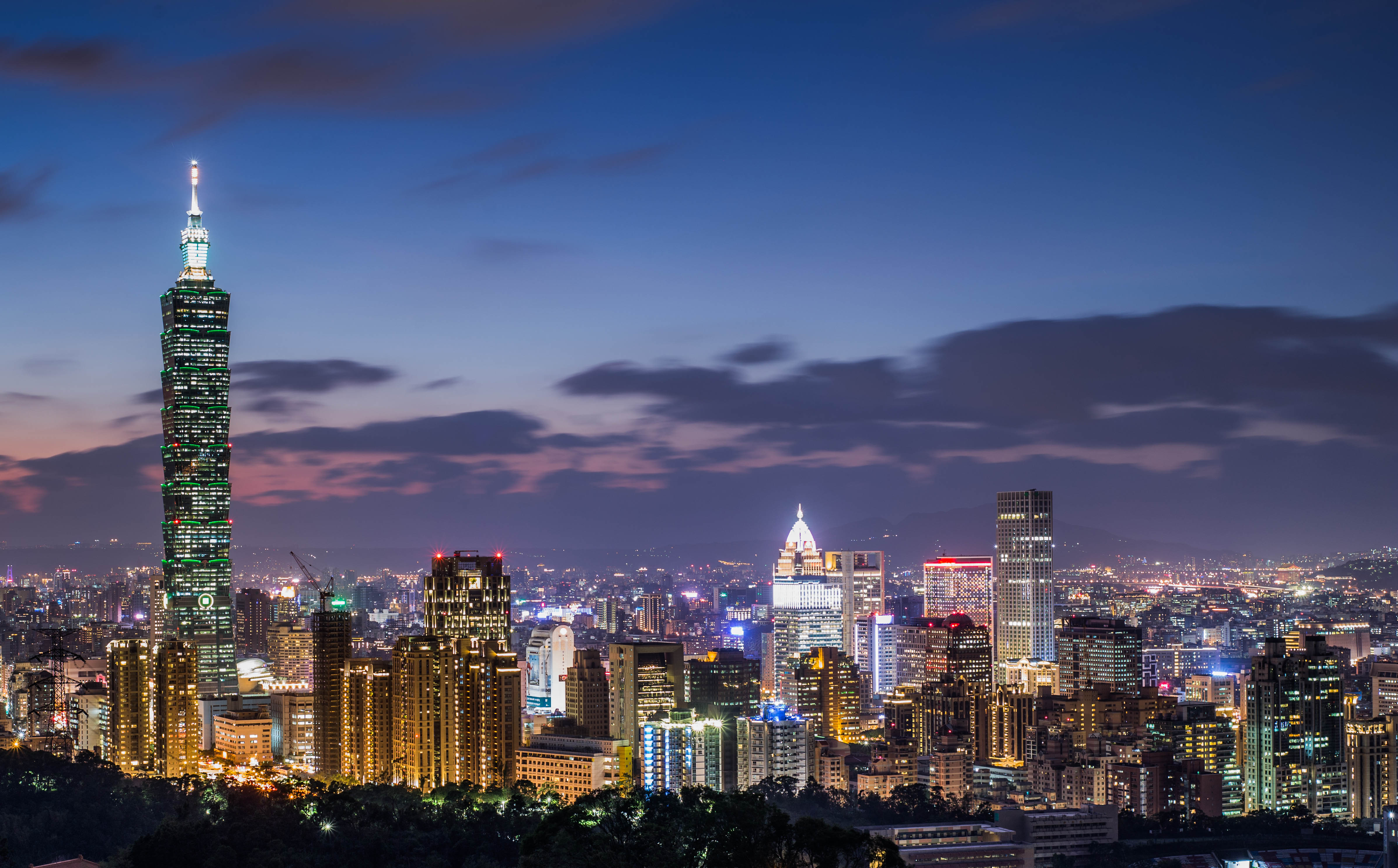
Tchaj-pej je obchodní centrum země

Tchaj-wan měl od konce japonské okupace v roce 1945 možnost svobodně rozvíjet tržní ekonomiku[zdroj?], což mu umožnilo zařadit se mezi čtyři původní asijské tygry (spolu s Hongkongem, Jižní Koreou a Singapurem). Stalo se tak v ostrém kontrastu s Čínskou lidovou republikou, kde Mao Ce-Tungovy snahy o kolektivizaci a vybudování plánované ekonomiky vedly k rozsáhlému hladomoru, kterému padly za oběť desítky milionů lidí, a naprostému rozvratu ekonomiky. ČLR začala postupně implementovat tržní reformy až od roku 1978 z iniciativy nového vůdce Teng Siao-pchinga.
Ještě v roce 1962 činilo HDP na 1 obyvatele Tchaj-wanu 170$, což zemi stavělo na úroveň Zairu (dnes Demokratická republika Kongo) nebo Konga (Konžské republiky). Postupně však vybudoval silnou exportní ekonomiku. Ekonomika utrpěla relativně málo během Asijské finanční krize v roce 1997, protože je na rozdíl od sousedního Japonska a Jižní Koreje založena především na malých a středních firmách, ne na velkých konglomerátech jako jsou jihokorejské čeboly (např. Samsung). Vzhledem ke kulturním poutům s ČLR firmy využívají snadného offshoringu – činnosti vyžadující levnou pracovní sílu se provádí v Číně, např. většina výroby elektroniky Foxconnu probíhá v Číně. HDP na hlavu v roce 2014 bylo mírně vyšší než HDP Japonska a Jižní Koreje.
Podle Mezinárodního měnového fondu byla k roku 2021 tchajwanská ekonomika 19. největší na světě, z hlediska hrubého domácího produktu v paritě kupní síly. Byla tedy zhruba na úrovni ekonomiky australské a větší než polská, egyptská, vietnamská či argentinská. Její výkon, vyjádřený v HDP (PPP) ve výši 1 403 663 mezinárodních dolarů, byl třikrát vyšší než v Česku (460 933 mezinárodních dolarů), přestože Tchaj-wan má jen asi dvakrát více obyvatel. V přepočtu na obyvatele (HDP v paritě kupní síly per capita) je podle Mezinárodního měnového fondu tchajwanská ekonomika sedmnáctou nejrozvinutější na světě, zhruba na úrovni Rakouska, Německa a Švédska (Česko 35.). Čínská lidová republika je z tohoto hlediska až 77., zhruba na úrovni Botswany a Severní Makedonie.
Největšími tchajwanskými firmami jsou Acer, Asus, HTC, Foxconn a Gigabyte Technology. Každoročně se od roku 1981 v Tchaj-peji koná veletrh výpočetní techniky a spotřební elektroniky Computex.

## Doprava

### Silniční síť
Vzhledem k přírodním podmínkám je západní část ostrova hustě zalidněná a protkaná hustou silniční sítí. Páteř silniční dopravy zde tvoří dvě souběžné dálnice (國道) č. 1 a 3 propojující sever a jih ostrova podél západního pobřeží. Střední část ostrova vyplňují vysoká pohoří, která dosahují téměř čtyřtisícových výšek a na východním pobřeží spadají prudkými srázy rovnou do vod Tichého oceánu. Komunikací, které překonávají tento přírodní val, je jen velmi málo, jsou inženýrsky velmi náročné (a turisticky atraktivní), často s množstvím tunelů a serpentin v horských stěnách. Ovšem kvůli zemětřesením a tajfunům zde dochází k častým sesuvům půdy, kvůli kterým je třeba horské silnice neustále opravovat.
Hlavní tahy, spojující západ a východ ostrova, jsou tři:
- Severní příčná silnice č. 7 (znaky 北部橫貫公路, pinyin Běibù Héngguàn Gōnglù) spojuje města Tchao-jüan a I-lan. Prochází okresy Tchao-jüan a I-lan a překračuje pohoří Süe-šan šan-mo.
- Střední příčná silnice č. 8 (znaky 中部橫貫公路, pinyin Zhōngbù Héngguàn Gōnglù) se táhne v délce 193 km mezi městem Tchaj-čung a soutěskou Taroko (Tchaj-lu-ke) severně od Chua-lienu. Prochází centrálně spravovaným městem Tchaj-čung a okresy Nan-tchou a Chua-lien. Překračuje severní část Centrálního pohoří (Čung-jang šan-mo), nejvyšší bod na trase je vesnice Ta-jü-ling (大禹嶺) s nadmořskou výškou 2565 m.
- Jižní příčná silnice č. 20 (znaky 南部橫貫公路, pinyin Nánbù Héngguàn Gōnglù) stoupá z města Tchaj-nan působivou krajinou přes nejvyšší tchajwanský masív Jü-šan šan-mo, pak mírně klesne a znova stoupá přes Centrální pohoří (Čung-jang šan-mo). Prochází centrálně spravovanými městy Tchaj-nan, Kao-siung a okresem Tchaj-tung. Na východním pobřeží se poblíž města Tchaj-tung napojuje na severojižní silnici č. 9 vedoucí z Tchaj-peje do Pching-tungu.

### Železnice

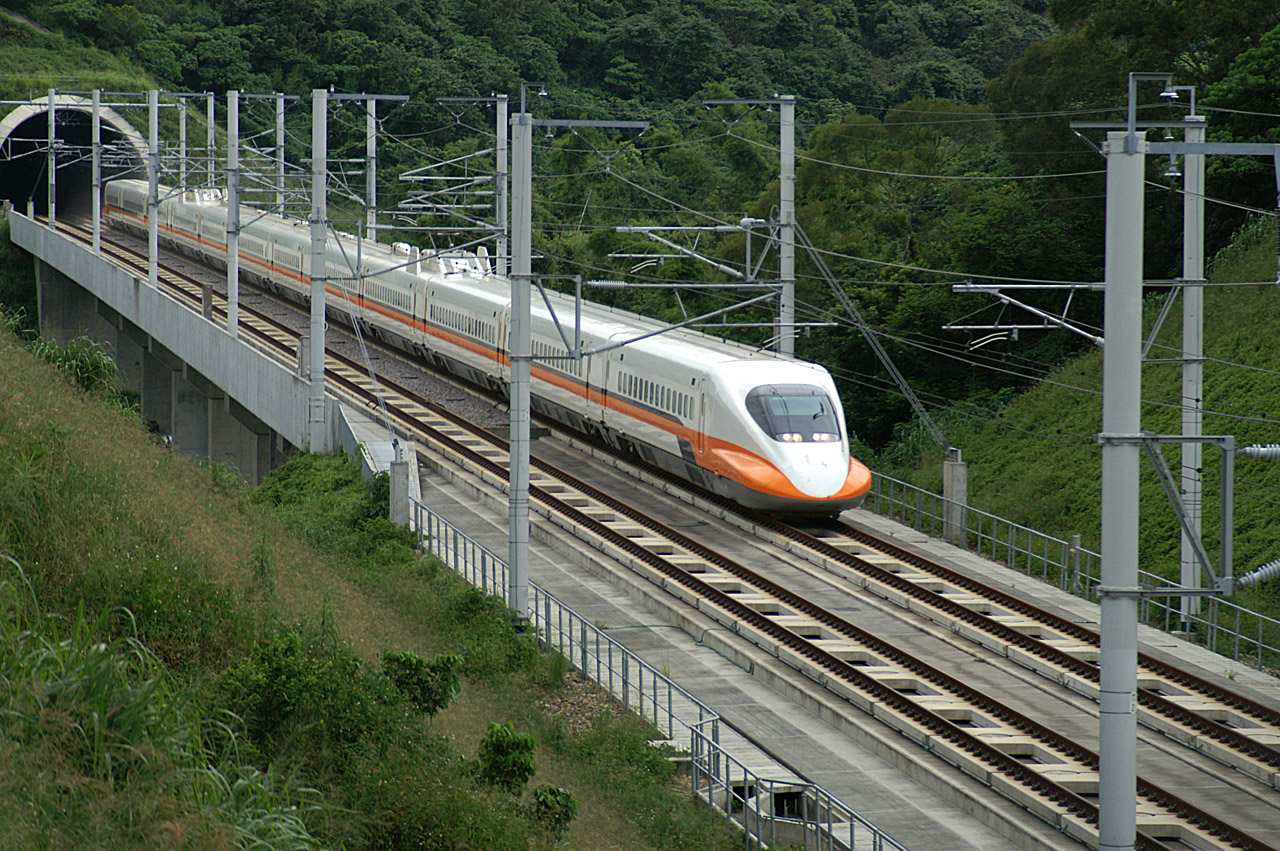
Tchajwanská rychlodráha (THSR)

Tchajwanská železniční síť je dlouhá 1065 km (z toho 350 km vysokorychlostní trať) a ročně přepraví 232 milionů cestujících. Meziměstské železnice se organizačně dělí na Tchajwanskou železnici (TRA) a vysokorychlostní železnici Taiwan High Speed Rail (THSR).
Hlavní železniční koridory konvenční železnice (TRA) obíhají ostrov Tchaj-wan kolem dokola. Výstavba první železniční tratě byla zahájena v roce 1887 mezi městy Ťi-lung a Sin-ču.
Vysokorychlostní trať THSR uvedena v roce 2007 spojuje sever a jih ostrova podél západního pobřeží a využívá soupravy 700T dodané z Japonska (Šinkansen). Maximální rychlost je 300 km/h. Vybudováno bylo 12 stanic. Z Tchaj-peje na severu do Kao-siungu na jihu trvá cesta 96 minut. V roce 2019 vláda oznámila plány na prodloužení trasy do města Pching-tung na jihu země.

### Letecká doprava
Základem civilní letecké dopravy je 17 letišť a 7 leteckých společností, z nichž nejvýznamnější jsou tchajwanští China Airlines a EVA Air. Převážná část mezinárodních letů je odbavována skrz Mezinárodní letiště Tchaj-wan Tchao-jüan. Další letiště odbavující mezistátní lety jsou Mezinárodní letiště Kao-siung, Letiště Tchaj-pej Sung-šan, Mezinárodní letiště Tchaj-čung, Letiště Tchaj-nan a Letiště Chua-lien. Ostatní letiště spojují jednotlivé ostrovy nebo jednotlivá města ostrova Tchaj-wan.

## Kultura

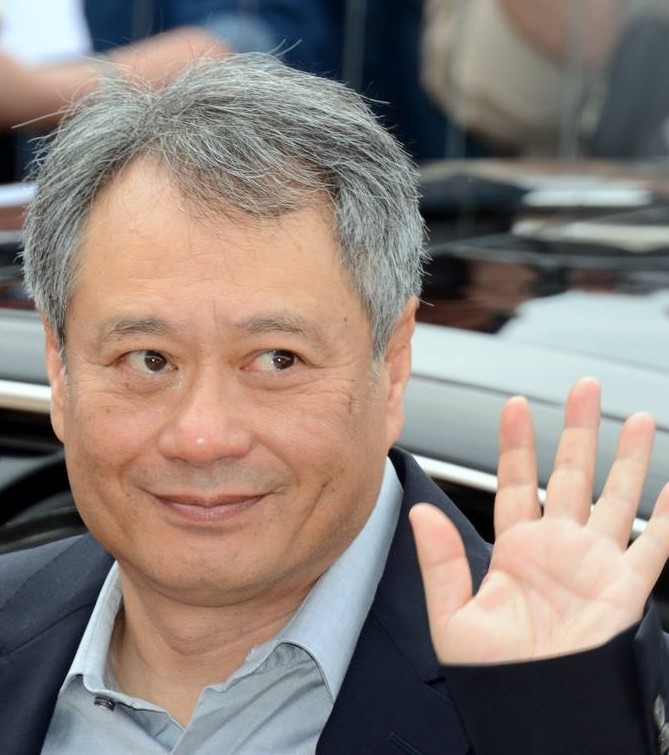
Filmový režisér Ang Lee v Cannes, 2013

Jako občan Tchaj-wanu zemřel významný spisovatel a filozof Lin Jü-tchang (1895–1976). Jazykovou reformou se zabýval Chu Š’ (1891–1962), který v Číně prosadil užívání hovorové čínštiny (paj-chua) v psaném projevu.
Nejslavnějším filmovým režisérem z Tchaj-wanu je Ang Lee, který se prosadil ve Spojených státech. Roku 2001 získal jeho snímek Tygr a drak (Crouching Tiger, Hidden Dragon) Oscara za nejlepší neanglicky mluvený film. Posléze byl Ang Lee ještě dvakrát oceněn Cenou akademie za režii, v roce 2005 za snímek Zkrocená hora a roku 2012 za film Pí a jeho život (Life of Pi).
Zlatého lva z Benátského filmového festivalu si roku 1989 odvezl režisér Chou Siao-sien, v roce 1994 ho napodobil Tsai Ming Liang. Edward Yang získal cenu za nejlepší režii na festivalu v Cannes roku 2000. Všichni tři patří k předním tvůrcům tchajwanské nové vlny a tchajwanské kinematografie. V Hollywoodu uspěl také Justin Lin. Ke známým hercům patří Ruby Lin, Shu Qi či Takeshi Kaneshiro. K nejvýznamnější domácím filmovým událostem patří filmový festival Zlatý kůň, na němž se udílejí i stejnojmenné ceny.
Nejvýznamnější výstavní institucí na Tchaj-wanu je Národní palácové muzeum v Tchaj-peji, jehož většina exponátů pochází z po staletí shromažďovaných sbírek čínských císařů zachráněných před Japonci i komunisty ze Zakázaného města. Díky tomu disponuje největší sbírkou čínského umění na světě. Na sběr moderního výtvarného umění (od 18. století k dnešku) je zaměřeno Tchajwanské národní umělecké muzeum v Tchaj-čungu, které bylo založeno roku 1988.
V pop music se prosadili Jolin Tsai či Jay Chou, nejslavnější zpěvačkou 20. století byla Teresa Teng. Jako ikona rockové hudby je známý zpěvák a kytarista Wu bai, v metalové scéně se celosvětově proslavila kapela Chthonic.

### Věda
Chemik Yuan Tseh Lee získal v roce 1986 Nobelovu cenu za chemii. Vyvinul metodu zkřížených molekulových svazků, která postihuje reakce probíhající v časovém rozmezí menším než 10−12 sekundy. Tchajwanským rodákem byl i Momofuku Ando, který v roce 1958 vynalezl instantní nudle, výrobek na bázi škrobů, který netřeba vařit a stačí ho zalít horkou vodou.

### Sport

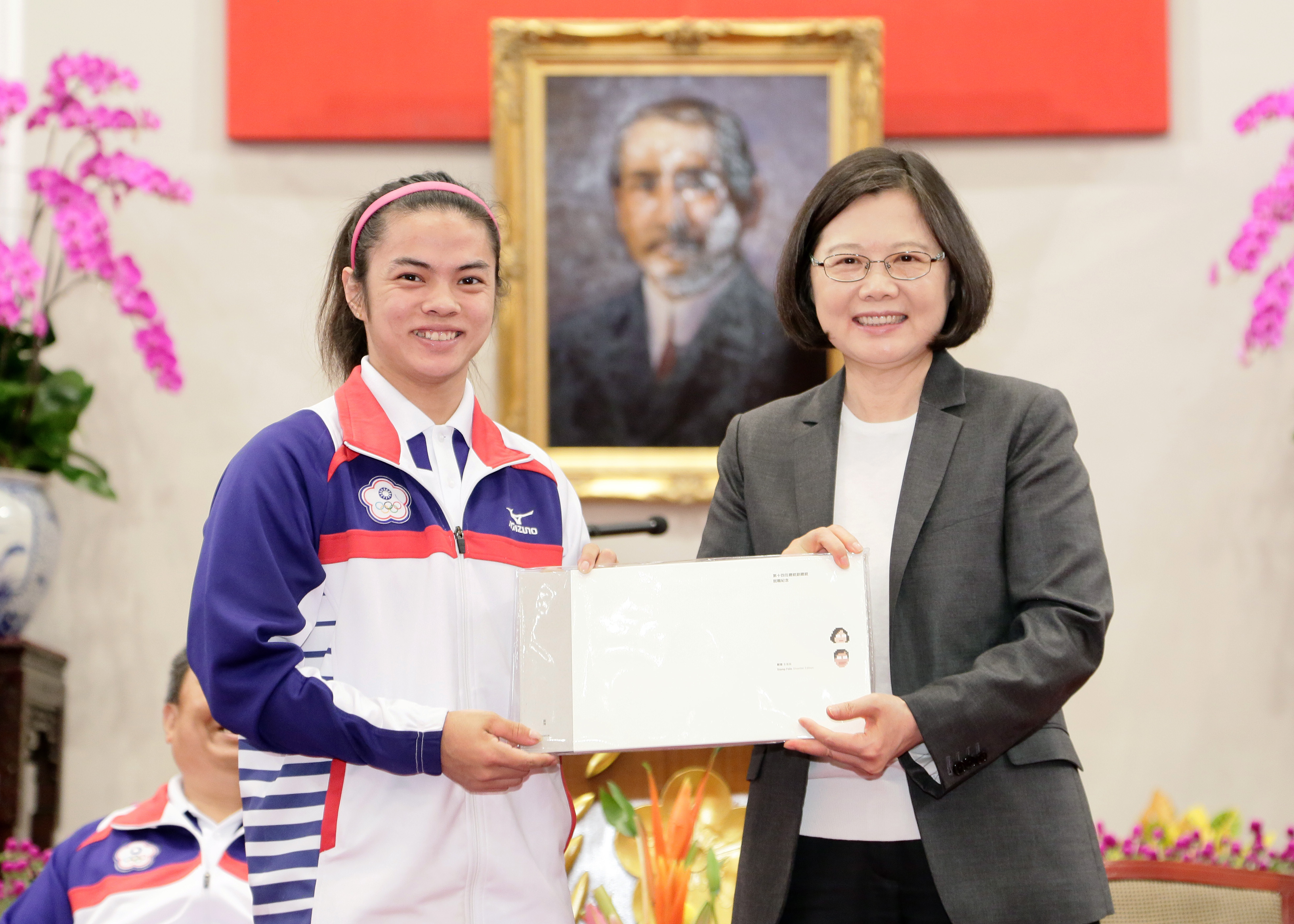
Dvojnásobná olympijská vítězka Sü Šu-ťing s tchajwanskou prezidentkou Cchaj Jing-wen

Vlajka, pod níž Tchajwanci soutěží na olympijských hrách od roku 1984

Nejpopulárnějšími sporty v zemi jsou baseball a basketbal. Mužská baseballová reprezentace získala stříbro z olympijského turnaje (1992) i ze světového poháru (1994), vyhrála Asijské hry (2006) a pětkrát mistrovství Asie (1983, 1987, 1989, 2001, 2019). V žebříčku Mezinárodní baseballové federace byli Tchajwanci na konci roku 2021 na druhé příčce, za Japonskem. Úspěšná je i ženská baseballová reprezentace, která má stříbro ze světového poháru (2018) a dvě z mistrovství Asie (2017, 2019). Tchajwanská mužská basketbalová reprezentace má dvě stříbra z mistrovství Asie (1960, 1963), ženy jedno stříbro (1972).
Od roku 1956 se Tchaj-wan zúčastňuje olympijských her, nejprve letních, od roku 1972 i zimních. K roku 2021 si připsal sedm zlatých medailí. Vzpěračka Sü Šu-ťing získala hned dvě (2012, 2016). Vzpěračka Čchen Wej-ling přidala třetí (2008) a její kolegyně Kchuo Hsing-čchun čtvrtou (2020). Dvě zlaté získal Tchaj-wan v taekwondu, obě v Athénách roku 2004, a jednu v badmintonové čtyřhře, kterou v Tokiu roku 2021 vyhráli Li Jang a Wang Č'Lin. Nejúspěšnějšími atlety jsou desetibojař Yang Chuan-Kwang (stříbrný na OH v Římě roku 1960) a překážkářka Ťi Čeng (bronzová na OH v Mexiku roku 1968). Tchajwanci získali cenné kovy i v lukostřelbě, stolním tenise, gymnastice, boxu, golfu a karate.
Úspěšnou badmintonistkou je Tai Tzu-ying, jež se v roce 2016 stala světovou jedničkou. Yani Tseng se to povedlo v golfu. Tenistky Sie Šu-wej a Latisha Chan byly světovými jedničkami ve čtyřhře. Sie Šu-wej je čtyřnásobnou deblovou vítězkou Wimbledonu (2013, 2019, 2021, 2023) a dvojnásobnou vítězkou Roland Garros (2014, 2023).
Z politických důvodů soutěžil Tchaj-wan na olympijských hrách a jiných sportovních akcích pod různými názvy. V letech 1956 a 1972 jako Čínská republika (Republic of China), na olympijských hrách v roce 1960 jako Formosa, v letech 1964 a 1968 jako Tchaj-wan (Taiwan). Od roku 1984 je používán název Čínská Tchaj-pej (Chinese Taipei), přičemž je používána i speciální vlajka, nikoli vlajka Tchaj-wanu, a speciální hymna, netotožná s tchajwanskou hymnou. Jde o kompromis shrnutý do tzv. Nagojské rezoluce, v níž se Tchaj-wan a Čínská lidová republika vzájemně uznaly v rámci Mezinárodního olympijského výboru. Název je Tchaj-wanem užíván i v jiných sportovních organizacích (např. FIFA, při Asijských hrách apod.), ale i v nesportovních mezinárodních organizacích (Světová obchodní organizace, Světová zdravotnická organizace) nebo při kulturních akcích (Miss Earth apod.). V roce 2018 se na Tchaj-wanu konalo referendum o tom, zda se nemá Tchaj-wan vrátit na olympijských hrách k názvu Tchaj-wan, ale většina hlasujících to odmítla, z obavy, že by to znamenalo konec účasti na olympiádách kvůli čínskému tlaku.

### Kuchyně
Tchajwanská kuchyně kombinuje vlivy kuchyně původních obyvatel Tchaj-wanu, čínských, japonských, mongolských a také amerických kulinářských tradic. Je známá pro své siao-čch (小吃), malé porce různých pokrmů (podobné španělským tapas či meze z Blízkého východu), které se prodávají v pouličních stáncích a na nočních trzích. Mezi nejrozšířenější nápoje patří sojové mléko, tchajwanský čaj (hlavně oolongy a červené čaje) a také z nich odvozené nápoje šou-jao jin-liao (手搖飲料), jako je tchajwanský vynález perlivý mléčný čaj (bubble tea). Velké oblibě se těší také instantní nudle.